# 地下鉄サリン事件
地下鉄サリン事件（ちかてつサリンじけん）は、1995年（平成7年）3月20日に日本の東京都で発生した、オウム真理教による化学テロ事件。一連のオウム真理教事件の一つ。警察庁による正式名称は地下鉄駅構内毒物使用多数殺人事件（ちかてつえきこうないどくぶつしようたすうさつじんじけん）。日本国外では「Tokyo Sarin Attack」と呼ばれることがある。
帝都高速度交通営団（現在の東京メトロ）の営業運転中の地下鉄車両内において、オウム真理教の信者らが神経ガスのサリンを散布し、乗客および職員、被害者の救助にあたった人々に多数の死傷者が出た。1995年当時としては、平時の大都市において無差別に化学兵器が使用されるという世界でも稀に見る大都市圏における化学兵器を利用した無差別テロ事件であった。
毎日新聞では、坂本堤弁護士一家殺害事件、松本サリン事件と並んで『オウム3大事件』 と表現されている。

## 事件概要

### 事件当日
1995年（平成7年）3月20日（月曜日）午前8時ごろ、東京都内の帝都高速度交通営団（現東京メトロ、以下営団地下鉄）丸ノ内線、日比谷線で各2編成、千代田線で1編成、計5編成の地下鉄車内で、化学兵器として使用される神経ガスのサリンが散布された。乗客や駅員ら 14人が死亡、負傷者数は約6,300人とされる。
営団地下鉄では、事件発生に伴い日比谷線の運転が不可能となり、霞ケ関駅を通る丸ノ内線・千代田線については同駅を臨時に通過扱いとして運行することにしたが、一時的に部分運休した（後述）。運転再開後はほぼ所定通りのダイヤで運行したが、終電まで霞ケ関駅を通過扱いする措置を執った。
3月20日は月曜日で、事件は平日朝のラッシュアワーのピーク時に発生した。これは村井秀夫と井上嘉浩が乗客数および官公庁の通勤のピークが8時10分ごろであると考えたためである。各実行犯は500 - 600グラムの溶液（うちサリンは35%程度）の袋詰めを2つ、林泰男だけは3つ運び、犯人は各々に命じられた列車に乗り込み、乗降口付近で先端を尖らせた傘を使い、袋を数回突いて下車。それぞれの犯人が共犯者の用意した自動車で逃走した。これらの路線の車内はラッシュ時には非常に混雑するため、危険回避のために乗客が車両間を移動することは困難であったと推測されている。
この事件は教祖の麻原彰晃が首謀、村井が総括指揮を担当、そして井上が現場調整役を務めた。サリンは遠藤誠一を中心に土谷正実と中川智正の補佐によって生成したものが使われた。

### オウムの関与判明後
事件から2日後の3月22日、警視庁はオウム真理教に対する強制捜査を実施し、事件への関与が判明した教団の幹部クラスの信者が逮捕され、林郁夫の自供がきっかけとなって全容が明らかになり、5月16日に教祖の麻原が事件の首謀者として逮捕された。地下鉄サリン事件の逮捕者は40人近くに及んだ。
リムジン謀議（後述）には、麻原・村井・遠藤・井上・青山吉伸・石川公一の6人がいた。謀議に積極的発言をした麻原・村井・遠藤・井上の4人の共謀が成立するとし、同乗しながら謀議に積極的な発言が確認できなかった青山と石川の共謀の立件は見送られた。
東京地方裁判所は、首謀者の麻原をはじめ、サリン製造に関与した3人（遠藤・土谷・中川）、散布実行犯5人のうち林郁夫を除く4人 と、送迎役5人のうち新実智光 に死刑を言い渡した一方、新実と逃走中の高橋克也を除く送迎役3人（いずれも求刑は無期懲役）と井上嘉浩（求刑：死刑）には無期懲役が言い渡された。東京高等裁判所の控訴審では、井上 にも死刑判決が言い渡された。サリン製造役3人および実行役4人、新実・井上の計9人に言い渡された死刑判決はいずれも最高裁判所で、2011年（平成23年）に遠藤の上告が棄却されたことをもって確定した。
2012年（平成24年）6月15日、この事件に関与したとして特別指名手配されていた高橋克也が逮捕され、地下鉄サリン事件で特別指名手配されていた被疑者は全員逮捕された。高橋が逮捕されるまでに、前述した新実を除く送迎役は全員求刑通り無期懲役判決が確定しており、高橋も他の送迎役同様一・二審で無期懲役判決（求刑：同）を受け、最高裁に上告中であったが、上告が退けられた。
そして発生から23年あまりが経過した2018年（平成30年）7月、本件をはじめとするオウム真理教関連の事件に関与した死刑囚13名（6日に麻原を含む7名、26日に6名）全員の死刑が執行された。
本事件を受けて、サリン等による人身被害の防止に関する法律が制定された。

## 事件の計画

### 生物兵器・化学兵器の開発状況
麻原彰晃こと松本智津夫は、自ら設立した宗教団体であるオウム真理教内において、専門知識があり、また自らに対して従順な人材を複数配下に置き、日本を転覆させようとさまざまな兵器を開発する中でサリンにも着目し、土谷正実、中川智正、遠藤誠一らがこれを製造するにいたった。
教団では1990年（平成2年）の衆議院選惨敗のころから、村井秀夫や遠藤誠一らが生物兵器ボツリヌス菌の培養を試みていた。1992年（平成4年）にはロシアに進出し多数の兵器を購入、翌1993年（平成5年）には多種の兵器開発を強化し、93年5月には炭疽菌培養を開始し、6月には亀戸異臭事件が起こり、7月には東京で散布していた（のちに発覚）。8月にはサリンの生成の合成に成功、11月には池田大作サリン襲撃未遂事件を起こした。1994年（平成6年）5月9日には滝本太郎弁護士サリン襲撃事件を起こし、同年6月27日には松本サリン事件が発生し、ついに死者が発生した。同年8月には皇居周辺でのサリン散布を計画、同じころ土谷正実がVXの合成に成功してからは、教団に敵対する人物らを次々と襲撃していった。
また、サリン70t製造を目指してサリンプラント計画が進行しており、1994年11月ころ、5工程からなるサリンの大量生成の方法を決め、サリン生成法はロシア軍独自のものであった。

### 迫る強制捜査

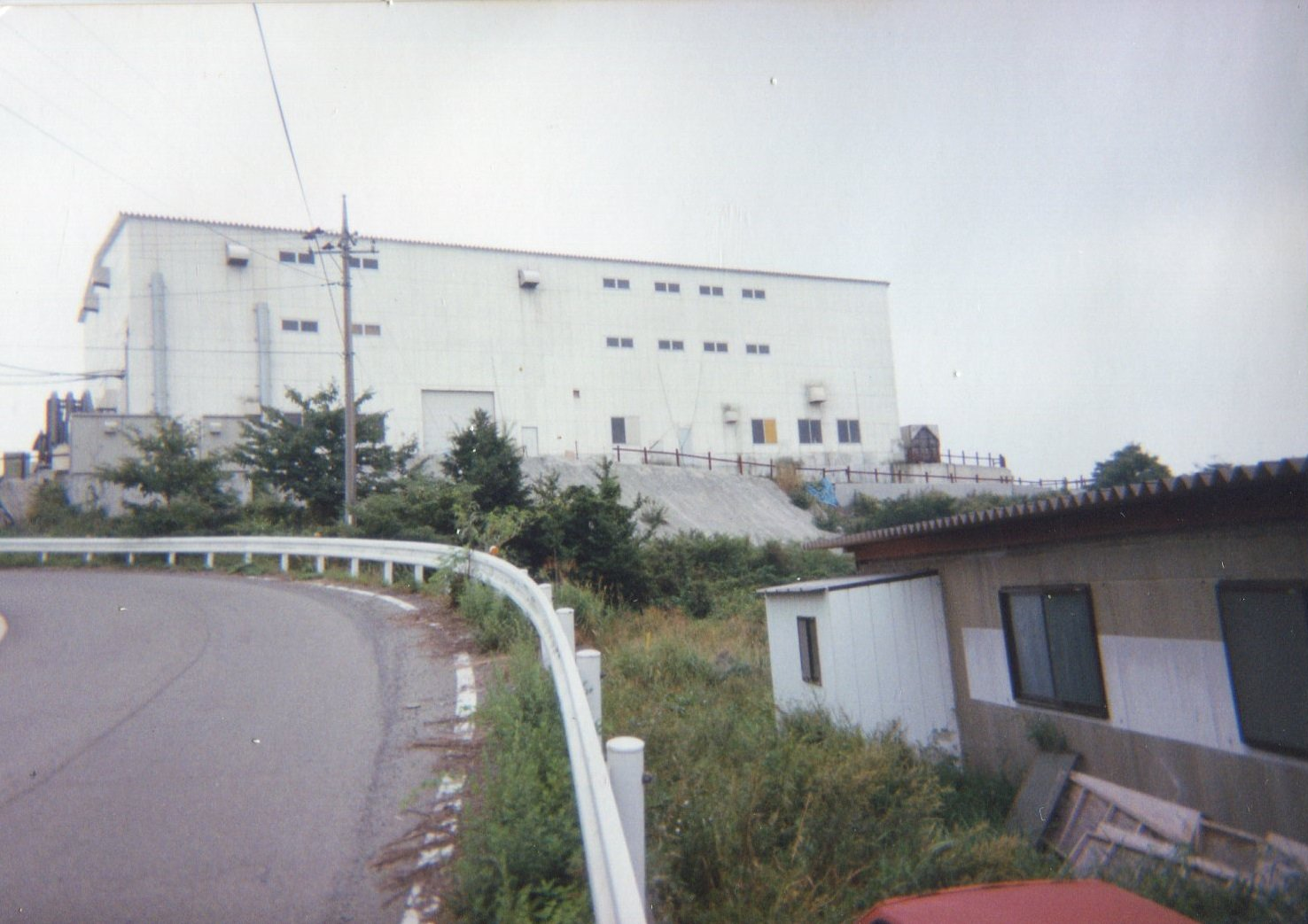
上九一色村のオウム真理教施設（1996年9月8日撮影）

1995年（平成7年）1月1日、読売新聞朝刊が「上九一色村でのサリン残留物検出」をスクープ。読売のスクープを受けオウム真理教はサリンを処分し第7サティアンに建設中だったサリンプラントは神殿に偽装した。しかし中川智正がサリンの中間物質メチルホスホン酸ジフロライドCH3P(O)F2（裁判での通称「ジフロ」、一般的には「DF」）を密かに保管しており（諸説あり、後述）、これが地下鉄サリン事件に使用されることとなったとされる。
麻原は1月17日に発生した阪神・淡路大震災により、警察の強制捜査はいったん遠のいたと考えていたが、同年2月末の公証人役場事務長逮捕監禁致死事件でのオウム真理教の関与が疑われ、麻原と教団幹部は強制捜査が切迫していると危機感を抱いた。教団内部では、1994年11月ごろから東京の現職警官信者を介して強制捜査の噂が流れていた。警視庁公安部内のオウム信者からの情報では、薬品の購入ルートが調査されていることが麻原に報告されていた。

### ボツリヌストキシンによる地下鉄テロ未遂（3月15日）
このため、麻原は警察より先に動くことを考え、3月上旬に第6サティアン1階で井上に、村井が東急ハンズで購入した液体噴霧器「六法煙書」を用いて、遠藤が研究していたボツリヌストキシンの効果実験を行うよう指示。事件5日前の3月15日に営団地下鉄霞ケ関駅に井上、山形明、高橋克也が六法煙書を仕込んだ改造アタッシェケースを3つ放置したが、水蒸気が出るだけで失敗した。ケースは警視庁・警察庁の職員たちが利用する「A2」出入口構内に置かれていた。
井上らは科学技術省の改造したアタッシェケースではどうせ失敗すると思っていたという。麻原は遠藤を叱責したが、彼は噴霧口のアタッシェケースのメッシュのせいであるとの自説を唱えた。遠藤は裁判で毒が完成していないのにやらされたとしている。

### リムジン謀議（3月18日）
事件2日前の3月18日の深夜0時、都内のオウム経営飲食店で正悟師昇格祝賀会が行われる。祝賀会中に麻原は幹部に対し、「エックス・デーが来るみたいだぞ」「なあ、アパーヤージャハ（青山吉伸）、さっきマスコミの動きが波野村の強制捜査のときと一緒だって言ったよな」と強制捜査を話題に出していた。祝賀会終了後の18日未明、上九一色村に帰る麻原ら幹部（麻原、村井、遠藤、井上、青山、石川公一）を乗せたリムジンにおいて、強制捜査への対応が協議された（リムジン謀議。車中謀議とも）。
麻原は「今年の1月に関西大震災 があったから、強制捜査がなかった。今回もアタッシェが成功していたら強制捜査はなかったかな」と発言。井上がボツリヌス菌ではなくサリンならばよかったのではと回答すると、村井は地下鉄にサリンを撒くことを提案し、麻原も同意した。
総指揮は村井、現場指揮は井上が担当となった。村井は実行役として今度正悟師になる科学技術省所属の林泰男、広瀬健一、横山真人、豊田亨を推薦し、麻原が林郁夫も加えた（ちなみに松本サリン事件では逆に林郁夫を麻原の指示で実行役から外している）。
また、井上が島田裕巳宅爆弾事件、東京総本部火炎瓶事件を実行し、事件は反オウムの者によるオウム潰しの陰謀と思わせて同情を集めることも計画された。石川も自分の足を狙撃して自作自演事件を起こしたらどうかと志願したが、麻原はそこまでしなくていいとして却下した。
謀議内容については井上の証言に頼るものとなっているが、ほかに遠藤が「サリンつくれるか」、「条件が整えば…」の発言があったことを証言している。

### 実行役・運転手役
- 3月18日
  - 4時頃 - 麻原ら上九一色村到着[6]。
  - 8〜9時頃 - 村井は先の実行役ら（豊田亨除く[注 9]）を第6サティアンに集め「君たちにやってもらいたいことがある。これは（上を見る）……からだからね」と麻原の指示であることを暗示したうえで[21]、「近く強制捜査がある。騒ぎを起こして強制捜査の矛先をそらすために地下鉄にサリンを撒く。嫌だったら断ってもいいんだよ」「前にアタッシェケースに仕込んだ噴霧器を地下鉄の構内に置いたことがあった。それからすると、密閉した空間でないとあまり効果が出ない。それで、今度は車内に撒く」「3月20日月曜日の通勤時間帯に合わせてやる。対象は、公安警察、検察、裁判所に勤務する者であり、これらの者は霞ケ関駅で降りる。実行役のそれぞれが霞ヶ関駅に集まっている違う路線に乗って霞ヶ関駅の少し手前の駅でサリンを発散させて逃げれば、密閉空間である電車の中にサリンが充満して霞ヶ関駅で降りるべき人はそれで死ぬだろう」と犯行を指示[6][7][22]。
  - 夕方 - 村井、井上、実行役5人は第6サティアンで地下鉄のガイドマップなどを参考に散布場所と時間を計画策定。運転手役の必要性が論じられる[6]。
- 3月19日
  - 9時頃 - 実行役5人に加え杉本繁郎（5人の送迎を担当）、上九から杉並区今川アジトへ出発[23]。
  - 正午頃 - 実行役5人に杉本と、当初運転手役を指名されていた（後述）平田信らは新宿のタイ料理店で食事、デパートで変装用の眼鏡・かつら・スーツなどを購入。その後、在家信者に依頼し犯行用の車を借りる[6][23]。
  - 13時頃 - 村井と井上は第6サティアン1階の麻原の部屋に行き、人選について指示を仰ぐ。麻原は準備が進まないことに対して、やる気がないなら中止しろと叱責。新実智光、北村浩一、外崎清隆、高橋克也とすでに東京にいる杉本が運転手役と決まり、4人は渋谷アジトに出発。また、井上も東京へ向け出発[6][23]。
  - 19時25分頃 -  井上ら、島田裕巳宅爆弾事件実行[6]。
  - 20時頃 - 井上が今川アジトを訪れ、実行役5人および杉本に渋谷アジトへの移動を指示[23]。
  - 20時45分頃 - 井上ら、東京総本部火炎瓶事件実行[16][24]。
  - 21時頃 - 実行役、運転手役全員と井上は渋谷アジトに集結。林郁夫がPAMなどのサリン解毒剤を配布[6][23]。
  - 22時30分頃 - 全員は駅を下見、井上は霞ヶ関駅到着時に警視庁の出口に近い車両を選ぶよう指示[6]。
- 3月20日
  - 0時頃 - 井上、サリン到着が遅いため独断で東京から上九に向け出発し、連絡不能になる[6]。
  - 2時頃 - 麻原は実行役に渋谷アジトから上九への帰還を指示。また、サリン袋に触れ修法（エネルギーを吹き込む儀式）を行う。先に井上が上九に到着するが、独断での出発を叱責される[6]。
  - 2時30分頃 - 井上がコンビニからビニール傘7本を購入。滝澤和義がグラインダーで傘先を削る[7]。
  - 3時頃 - 実行役5人と運転手の杉本、外崎、第7サティアンに到着。村井にサリンを撒く方法を教わり水で練習、その後サリン袋を受け取る[6]。
  - 5時頃 - 実行役5人と杉本、外崎、渋谷アジトに再移動[6]。

### 製造役
- 3月18日
  - 夕方 - 中川が上述のジフロを遠藤に提供。土谷正実も加わりサリン生成の方法を探る[6]。遠藤、松本サリン事件を思い出しやる気をなくす[22]。
  - 23時頃 - 村井と遠藤は第6サティアン1階の麻原の部屋を訪れ、麻原は遠藤に「ジーヴァカ、サリン造れよ」と発言[6]。
- 3月19日
  - 昼前 - 遠藤、麻原や村井から「早くやれ。今日中に造ってくれ」と催促される[22]。
  - 夕方 - 土谷のクシティガルバ棟は排気設備を撤去していたため、遠藤のジーヴァカ棟でサリン合成開始[6][22]。
  - 22時30分頃 - サリン完成。製造の最終行程で、生成される酸を中和するための有機塩基がなく、DEAで代用したため、純度は35%だった[25]。遠藤は「できたみたいです。ただし、まだ純粋な形ではなく、混合物です」と純度が低い混合液であること、1日あれば純度が高められることを報告したが、麻原は「ジーヴァカ、いいよ、それで。それ以上やらなくていいから」と述べ、そのまま使うこととなった。村井と麻原が検討した結果、サリン袋を傘で突くという方法も決定される[6]。

## 犯行

### 千代田線（我孫子発代々木上原行き）

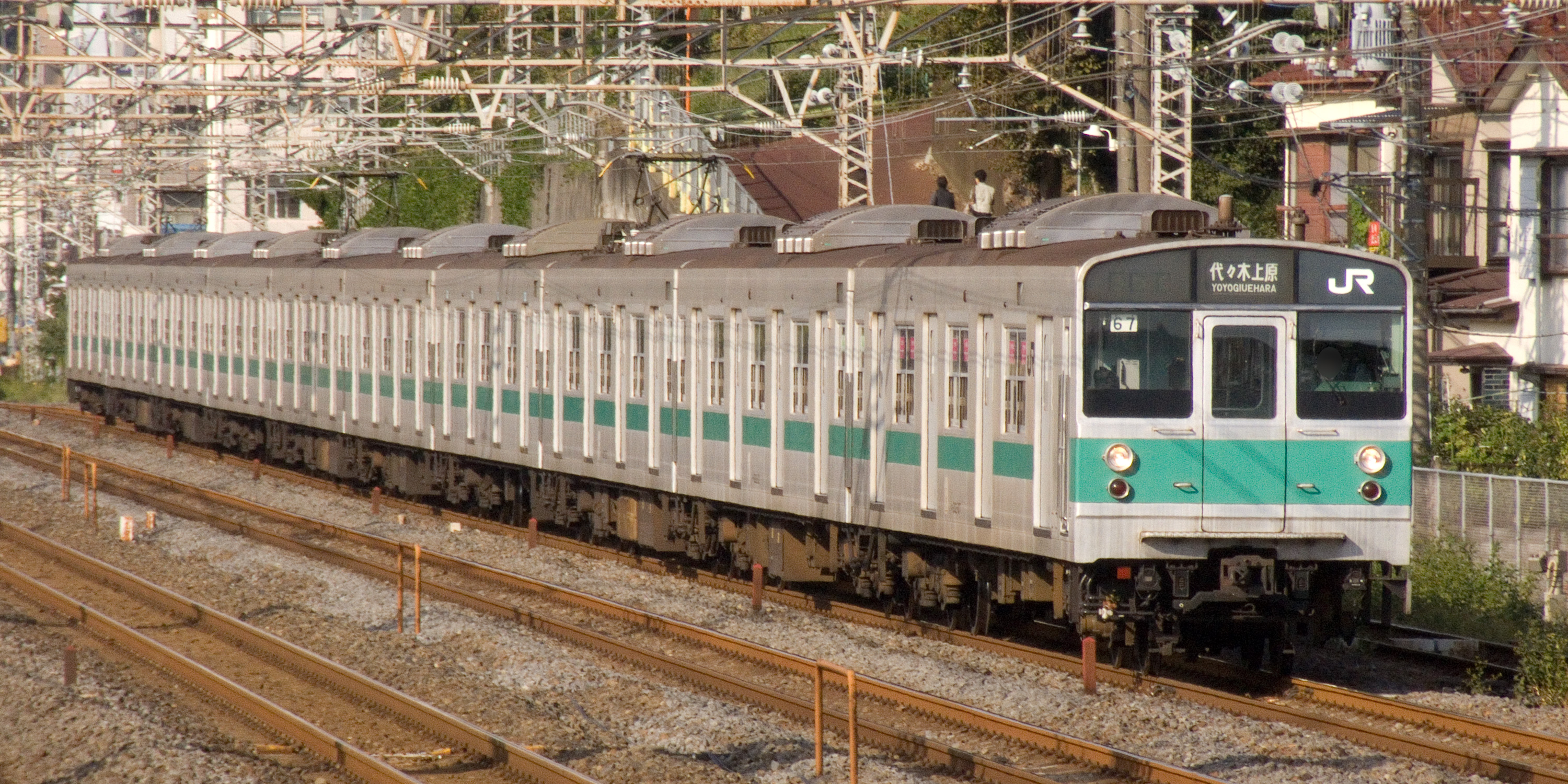
被害を受けた203系マト67編成

千代田線の我孫子発代々木上原行き（列車番号A725K、東日本旅客鉄道〈JR東日本〉常磐緩行線から直通）には、散布を林郁夫、送迎を新実智光が担当した。当該編成はJR東日本松戸電車区所属の203系マト67編成であった。
マスク姿の林郁夫は千駄木駅より入場し、綾瀬駅と北千住駅で時間を潰した後、先頭の1号車（クハ202-107）に北千住駅（7時48分発）から乗車した。8時2分ごろ、新御茶ノ水駅への停車直前にサリンのパックを傘で刺し、逃走した。穴が開いたのは1袋のみであった。列車はそのまま走行したが、二重橋前駅 - 日比谷駅間で乗客数人が相次いで倒れたのを機に次々と被害者が発生し、霞ケ関駅で通報を受けた駅員が駆けつけ、サリンを排除した。この時特に手袋等は使用せず素手でサリンを触ってしまった。
当該列車は霞ケ関駅を発車したが、さらに被害者が増えたことから次の国会議事堂前駅で運転を打ち切った（その後、回送扱いとなり、松戸電車区へ移動）。サリンが入っているとは知らずにパックを除去しようとした駅員数人が被害を受け、うち駅の助役と応援の電車区の助役の2人が死亡し、231人が重症を負った。

### 丸ノ内線（荻窪発池袋行き）

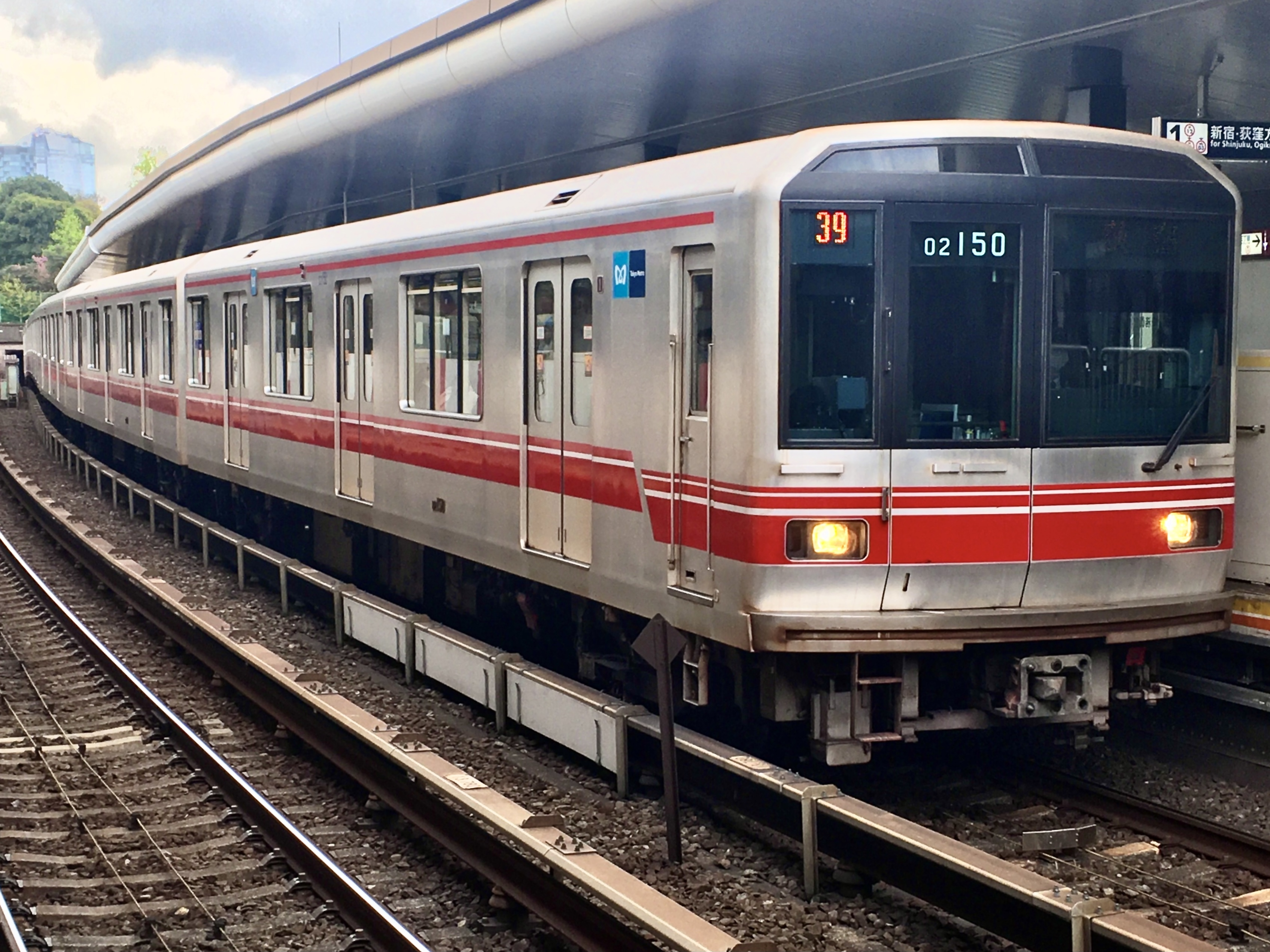
被害を受けた02系第50編成

丸ノ内線の荻窪発池袋行き（列車番号B701）は散布を横山真人、送迎を外崎清隆 が担当した。当該編成は営団中野検車区所属の02系第50編成であった。
横山は5号車（02-550）に新宿駅（7時39分発）から乗車し、高架駅である四ツ谷駅進入時にパックに穴を開けサリンを散布した。穴が開いたのは1袋のみであった。列車は8時30分に終点池袋駅に到着。その際、本来ならば駅員によって車内の遺留物の確認が行われるが、この時は行われず、折り返し池袋発荻窪行き（列車番号A801）として出発した。本郷三丁目駅で駅員がサリンのパックをモップで掃除したが、運行はそのまま継続され、荻窪駅到着後に再び荻窪発池袋行き（列車番号B901）として折り返した。列車は運行を継続していたが、サリン散布から1時間40分後、9時27分に国会議事堂前駅で運行を中止した。同線では約200人が重症を負ったが、唯一この電車では死者が出なかった。

### 丸ノ内線（池袋発荻窪行き）

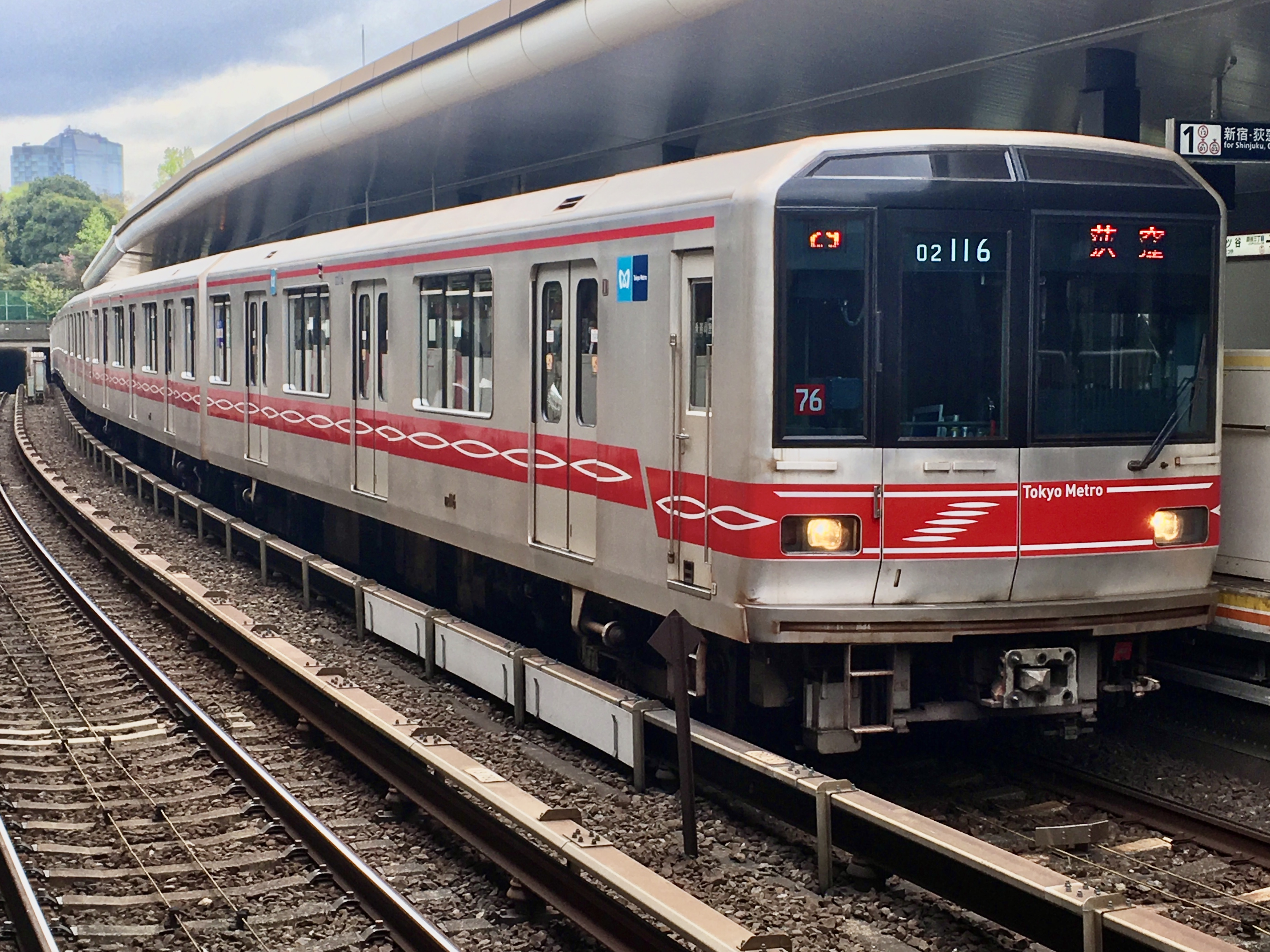
被害を受けた02系第16編成(B修施工後)

丸ノ内線の池袋発荻窪行き（列車番号A777）には、散布を広瀬健一、送迎を北村浩一 が担当した。当該編成は営団中野検車区所属の02系第16編成であった。
広瀬は2号車（02-216）に始発の池袋駅（7時47分発）から乗車し、茗荷谷駅もしくは後楽園駅停車時に3号車（02-316）に移動、ドアに向かって立ち、御茶ノ水駅到着時にサリンを散布した。その後、中野坂上駅で降車した乗客が当該列車の運転士に「車内に急病の人がいる」と申し出た。同駅の駅員が重症者を搬出するとともにサリンを回収したが、列車はそのまま運行を継続し終点荻窪駅に到着。新しい乗客を乗せてそのまま池袋方面に折り返したため、新高円寺駅で運行が停止されるまで被害者が増え続けることとなった。また、広瀬自身もサリンの影響を受け、林郁夫によって治療を受けた。この電車では2人が死亡し、358人が重症を負った。

### 日比谷線（中目黒発東武動物公園行き）

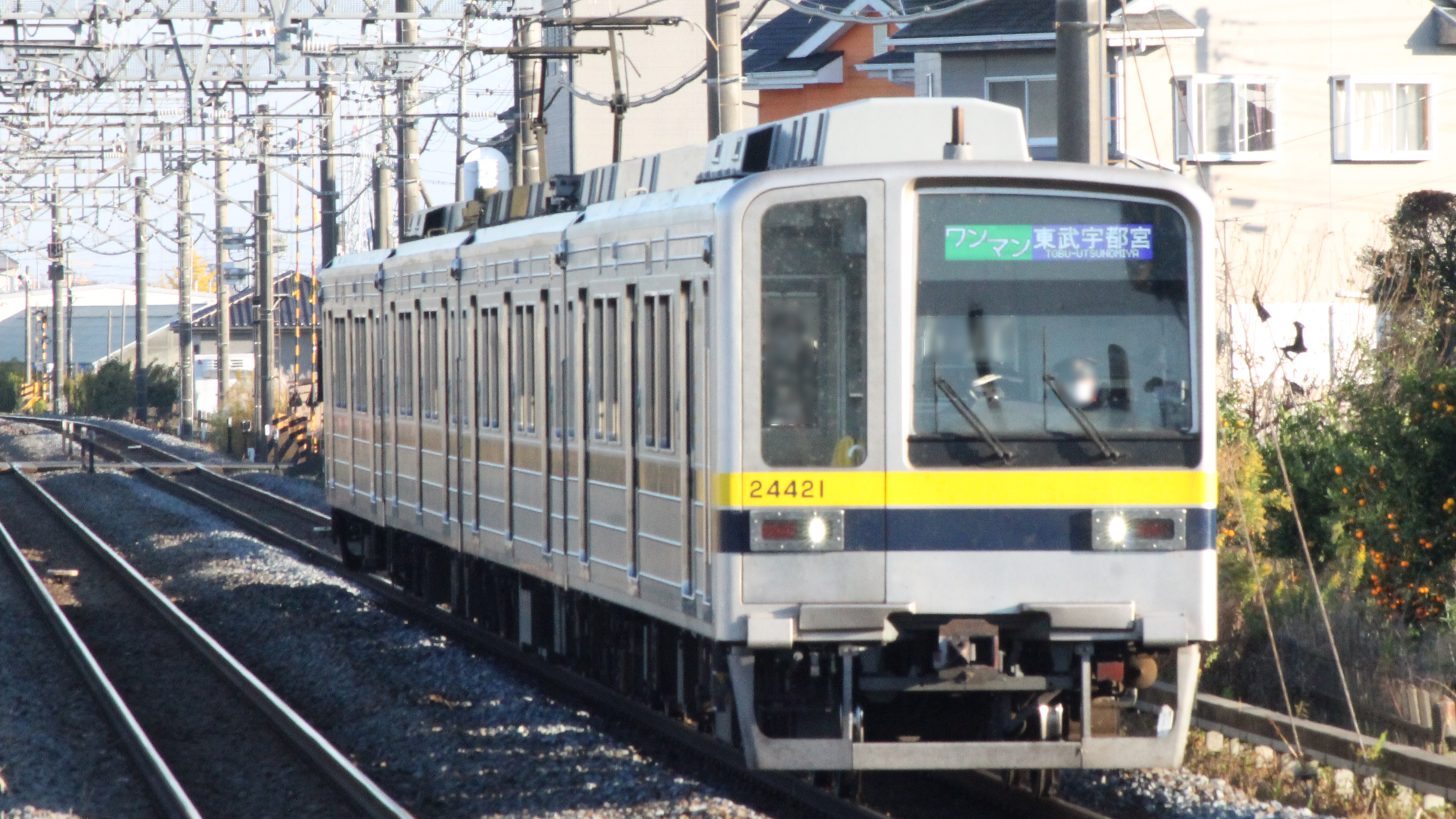
被害を受けた28811号車。21421Fに転用後、現24421号車として日光線の運用に充当。

日比谷線の中目黒発東武動物公園行き（列車番号B711T、北千住駅から東武伊勢崎線（現在は「東武スカイツリーライン」の愛称で案内される）へ直通）は、散布役を豊田亨、送迎役を高橋克也 が担当した。当該編成は東武鉄道春日部検修区所属の20000型第11編成であった。
豊田は先頭車両（28811）に始発の中目黒駅（7時59分発）から乗車し、ドア付近に着席、次の恵比寿駅進入時にサリンのパックを刺した（ニュースやワイドショーなどで、当該車両のドア脇に転がったサリンのパックが撮影された写真が用いられている）。六本木駅 - 神谷町駅間で異臭に気づいた乗客が窓を開けたが複数名が倒れた。神谷町駅に到着後、乗客が運転士に通報し、被害者は病院に搬送された。その後、後続列車が六本木駅を出発したため、先頭車両の乗客は後方に移動させられ、列車は隣の霞ケ関駅まで走行して運行を中止した。この電車では2人が死亡し、532人が重症を負った。なお、サリンの撒かれた車両には映画プロデューサーのさかはらあつしも乗り合わせていたほか、当時共同通信社社員の辺見庸が神谷町駅構内におり、外国人1人を救出した。

### 日比谷線（北千住発中目黒行き）

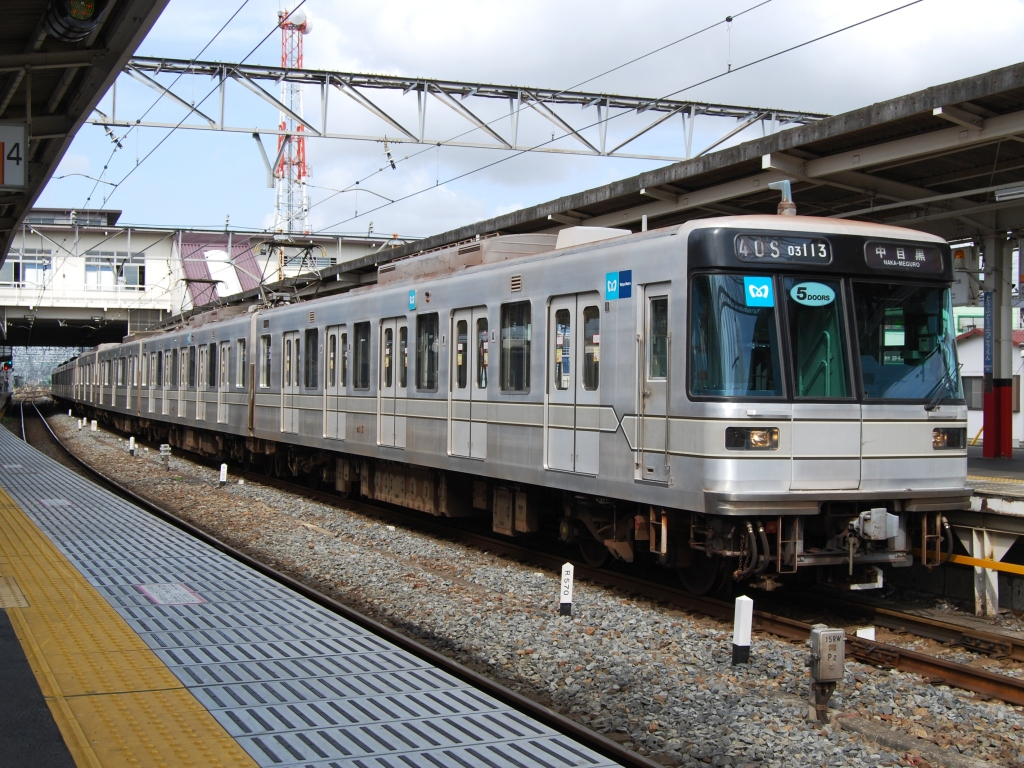
被害を受けた03系電車（5扉車）と同形の車両

日比谷線の北千住発中目黒行き（列車番号A720S）は、散布を林泰男、送迎を杉本繁郎が担当した。当該編成は営団千住検車区所属の03系第10編成）であった。
他の実行犯がサリン2パックを携帯したのに対し、林泰男は3パックを携帯した。また、3パックのうち1パックの内袋が破損し、二重層のパックの内袋から外袋内にサリンが染み出ていた。林泰男は北千住7時43分発中目黒行き(当日は定刻より3分遅れで運行)の3号車（03-310）に上野駅から乗車し、秋葉原駅で実行犯のうち最も多くの穴を開けサリンを散布した。乗客はすぐにサリンの影響を受け、次の小伝馬町駅で乗客がサリンのパックをプラットホームに蹴り出した。乗客の咄嗟の行為は責められるものではないが、この行動がサリンによる被害を拡大させる一因となった。
サリンのパックを小伝馬町駅で蹴り出した当該列車は、サリンの液体が車両の床に残ったまま運行を継続したが、5分後、八丁堀駅停車中に再度パニックに陥り、複数の乗客が前後の車両に避難し始めた。8時10分に乗客が車内非常通報装置を押すと列車は築地駅で停車し、ドアが開くと同時に数人の乗客がホームになだれ込むように倒れた（このときの救出時の光景がテレビで中継された）。列車はただちに運転を打ち切った。この光景を目撃した運転士が指令センターに「3両目から白煙が出て、複数の客が倒れている」と通報したため「築地駅で爆発事故」という臆測が続いた。
小伝馬町駅ではサリンのパックがホームに蹴り出されたことで、A720Sの後続列車である八丁堀、茅場町、人形町、小伝馬町の各駅で運転を見合わせた4列車と、小伝馬町駅の手前で停止し、同駅に停まっていた列車を人形町駅の手前まで退避させたあとに小伝馬町駅に停車した列車の5列車も被害を受けた。小伝馬町駅には5列車が到着し、うち2列車が小伝馬町駅で運転を打ち切ったため、狭いホームに多数の乗客が下ろされ、列車の風圧などでホーム全体に広がったサリンを多数の乗客が吸引する結果となり、同駅では4人が死亡した。
これにより、本事件で最多となる6列車が被害を受け、8人が死亡し2,475人が重症を負った。

### 事件後
事件後、実行犯らは渋谷アジトでテレビを見て事件の発生を確認し、新実智光は死人が出たことを知ると大はしゃぎしたという。使った傘など証拠品は多摩川で焼却した後、実行犯らは第6サティアンに帰還して麻原に報告した。麻原は「ポアは成功した。シヴァ大神、すべての真理勝者方も喜んでいる」「これはポアだからな、分かるな」と、あくまで事件はポアであったことを強調した。そして、「『グルとシヴァ大神とすべての真理勝者方の祝福によって、ポアされてよかったね』のマントラを1万回唱えなさい」と命じ、おはぎとオレンジジュースを渡した。

### その他
- 林泰男の証言によると、当初の井上案では運転手役は平田信、杉本繁郎、男性信者（ホーリーネームはキタカ）で、平田信と林泰男、杉本繁郎と広瀬健一、キタカと横山真人で組まれたが（残りの豊田亨と林郁夫は未定）、3月19日に麻原の指示で運転手役は杉本以外変更された[34]。
- サリンパックを包んだ新聞は以下の通りである[26]。
  - 広瀬健一（丸ノ内線荻窪行き）- 新聞名不明のスポーツ紙
  - 横山真人（丸ノ内線池袋行き）- 日本経済新聞
  - 豊田亨（日比谷線東武動物公園行き）- スポーツ報知
  - 林泰男（日比谷線中目黒行き）- 読売新聞
  - 林郁夫（千代田線代々木上原行き）- しんぶん赤旗+聖教新聞

林郁夫・新実組が赤旗を使用したのは、林郁夫の運転手役の新実が「駅で買えないような新聞のほうが面白い」と考えたためで、現場に向かう途中で総評会館の玄関から抜いて窃盗した。また一緒に聖教新聞を配達員からもらってきたが、後で創価学会に罪をなすりつけることを考えるとさすがにこれは露骨すぎるということで、外側を聖教新聞、内側を赤旗とし、内側の赤旗とサリンだけを落とした。

## 緊急対応

### 営団地下鉄
事件発生後の8時10分、日比谷線は複数の駅で乗客が倒れ、また運転士から爆発事故との通報を受け、築地・八丁堀・神谷町の各駅に消防車や警察車両など、緊急車両が多数送られた。次第に被害が拡大したため、8時35分には日比谷線の全列車の運転を見合わせ、列車およびホームにいた乗客を避難させた。一方で千代田線と丸ノ内線では不審物および刺激臭の通報のみで、さらに被害発生の確認が遅れたため、運行が継続された。
9時27分、営団地下鉄はすべての路線で全列車の運転見合わせを決定する（当時営団地下鉄の他路線との接続がなかった南北線も含む。副都心線は有楽町線併走区間を除いて未開業）。その後、全駅・全列車を総点検し、危険物の有無を確認した。その一方で、都営地下鉄は運転を継続している。
被害者が多く発生した霞ケ関・築地・小伝馬町・八丁堀・神谷町・新高円寺のほか、人形町・茅場町・国会議事堂前・本郷三丁目・荻窪・中野坂上・中野富士見町の13駅にて救護所を設置し、病院搬送前の被害者の救護に対応した。
大混乱に陥った日比谷線は終日運転を取りやめることになった。丸ノ内線と千代田線については、被災車両を車庫や引き込み線に引き上げたのち、霞ケ関駅を通過扱い（停車はするがドアの開閉はしないでそのまま発車）として運転を再開したが、自衛隊によるサリンの除染作業の必要が生じた。そのため正午から約数時間、丸ノ内線は銀座駅 - 四谷三丁目駅間、千代田線は大手町駅 - 表参道駅間を部分運休した。除染作業終了後はほぼ所定通りのダイヤで運転を再開したが、終電まで霞ケ関駅は通過扱いとされた。
上記3路線以外は確認を終えた路線から順次運転を再開したが、全駅、全列車に警察官、警備員などが配置される異例の事態となった。
事件直後、前出の5列車以外の列車で事件が発生したという情報もあったが、これは情報の錯綜などによる誤報であり、5列車以外での事件発生はなかった。しかし、乗客等に付着したり、気化するなどしたサリンは、他の駅や路線にも微細に拡散していった。

築地駅周辺で地上に避難した被害者たち
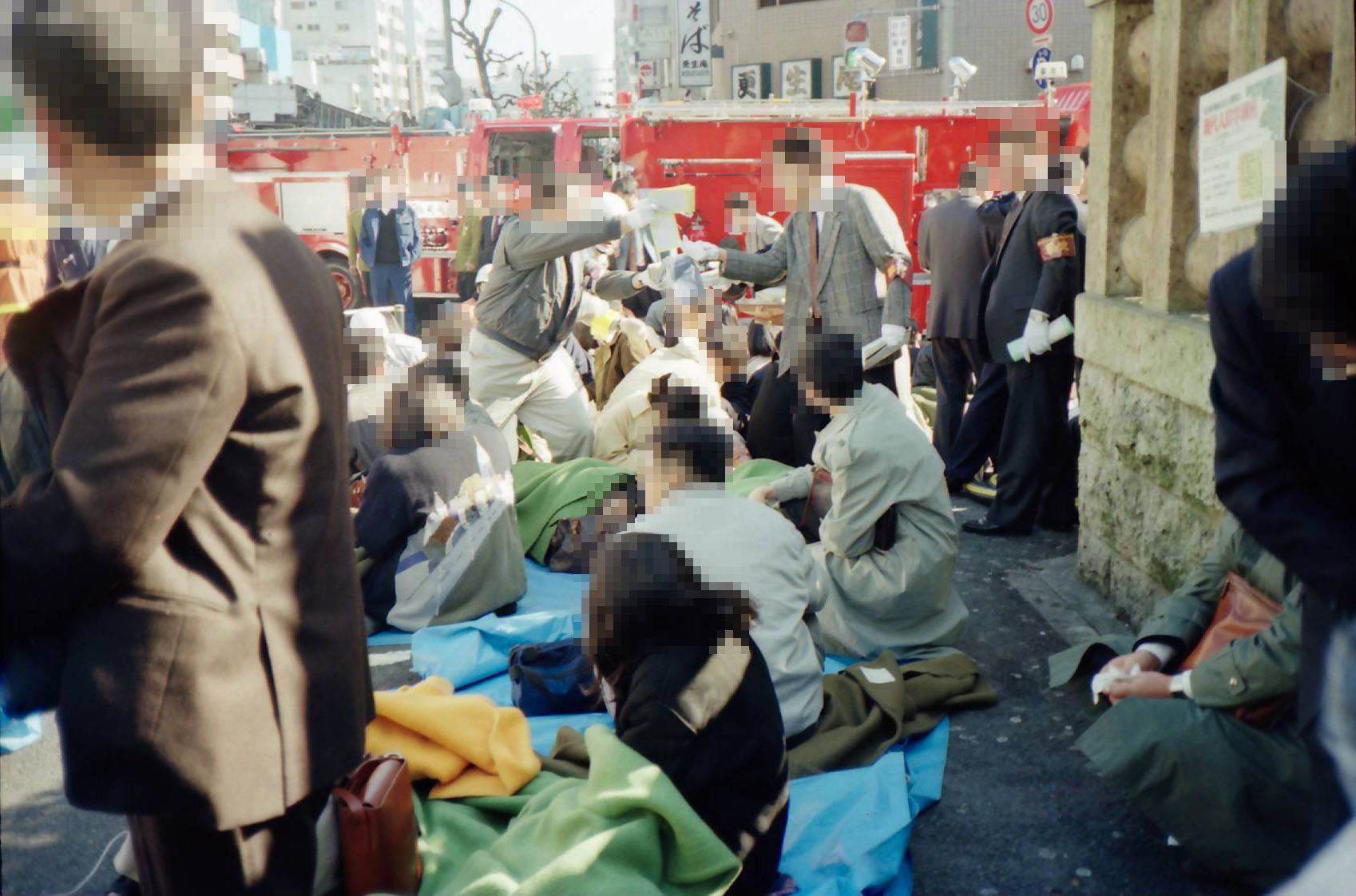
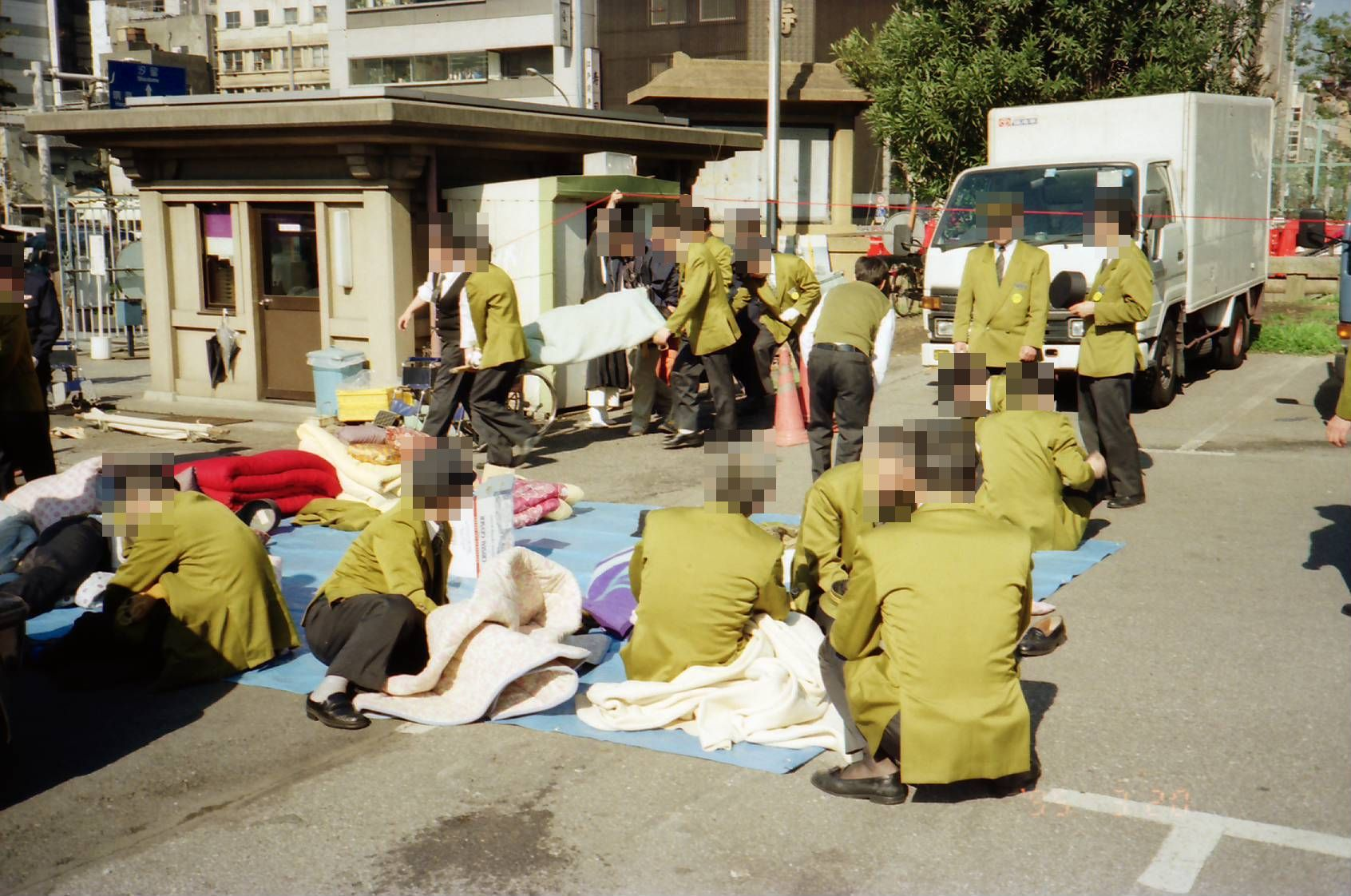

### 警察組織

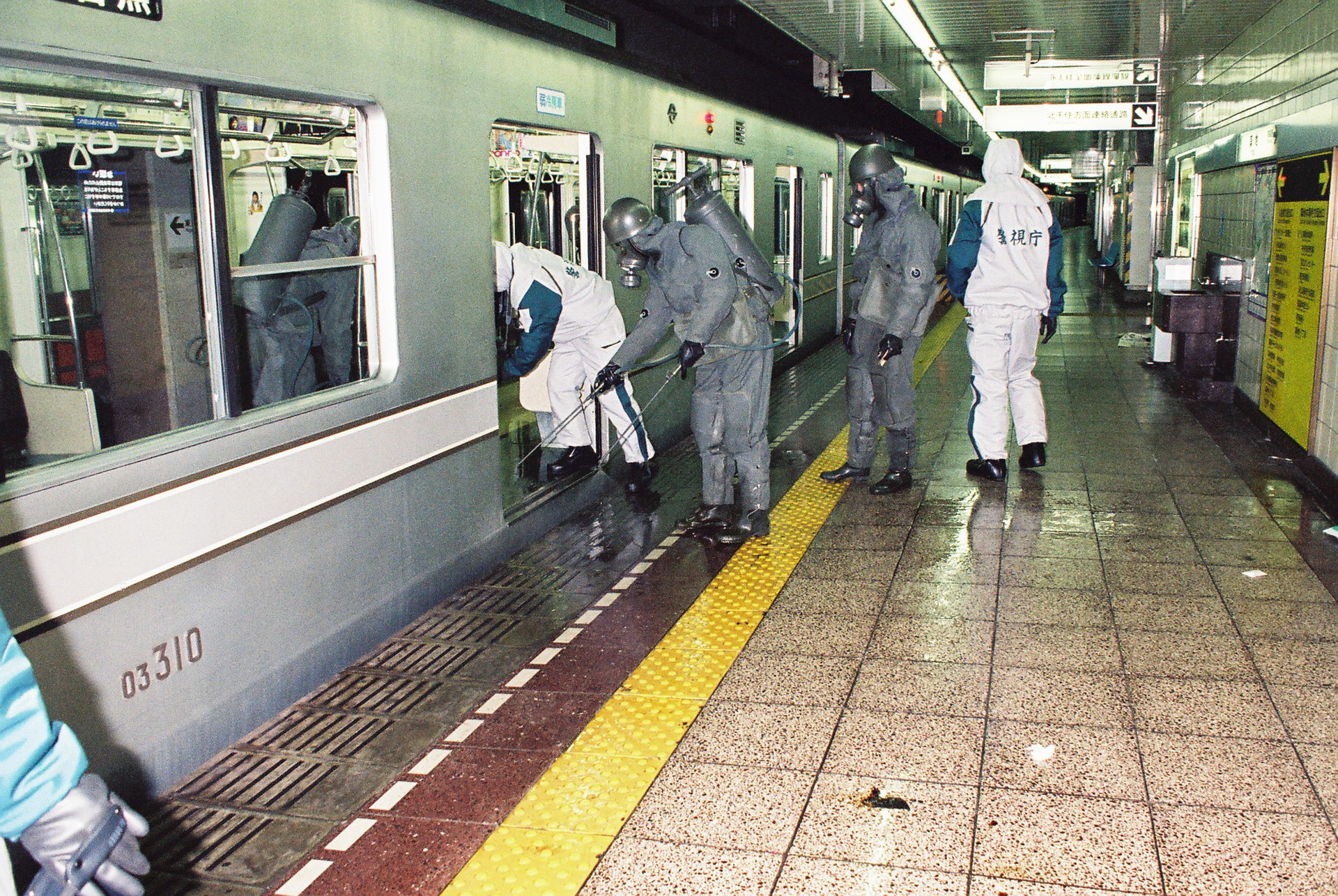
汚染された03系10編成へ自衛官とともに進入する警察官。警視庁独自の防護衣を着用している。

警視庁では、刑事部対策室に第一報が入ったのは午前8時10分のことであったが、この時点では「地下鉄構内で爆発事故があったようだ」との情報であり、まだ緊迫感は乏しかった。8時21分には八丁堀駅より病人2人との110番通報が入ったが、詳細不明であった。8時24分には築地駅にて車内にガソリンを撒かれたとの情報が入り、警視庁本部から現場の警察官に対し、G事案（ゲリラ事件: テロ事件の警察用語）への関連有無を最優先で調査するよう指示がなされた。この頃から、各駅に臨場した警察官から次々に被害の報告が寄せられるようになり、多数の負傷者が発生している状況が報告された。この情勢を受けて、8時27分、築地駅に隣接する築地本願寺を中心とした5キロ圏警戒態勢が発令された（警戒範囲はその後間もなく6キロ圏へと拡大）。
8時35分には茅場町駅に臨場した中央警察署の署員が、負傷者から「車内に置いてあった新聞紙に包まれた、濁った液体から相当の悪臭がした」との情報を聴取、その他にも何者かが車内に液体を落としたとの聴取が相次ぎ、毒ガス事件としての認識がなされはじめた。8時53分ごろには、霞ヶ関駅や国会議事堂前駅で臨場した警察官まで倒れており、最終的には128人の警察官がサリンの被害を受けて118人が搬送された。8時54分、保管中の防毒マスクを現場に急送し、地下鉄の中で調査に当たる者等はこれを使用するよう指示された。
警視庁では、1994年6月の松本サリン事件を踏まえてガスマスクと生化学防護服64セットを購入し、本事件発生2日前に納品を受けていたところだった。当日、警視総監を含む幹部にこの装備について説明するため、警備第2課装備係の調達担当者が準備しているところに事件の通報が入り、9時3分頃、そのまま処理班として現場に出動した。この処理班は霞ケ関駅（日比谷線および千代田線）・小伝馬町駅の計7個の物体を処理し、12時頃に警視庁に帰庁したが、移動中に除染が不十分なままでマスクを外していたこともあってサリン中毒を発症してしまい、全員が警察病院に入院となった。その後、自衛隊による除染作業が始まると、今度は鑑識官が防護服を着用してこれに同行し、残留物がないかを最終的にチェックする役割を担った。
警視庁本部庁舎でも、刑事部対策室への第一報から10分ほど経つと、同時多発的に事案が発生していること、またガスという情報もあることが報告されて、刑事部各課の課長や管理官たちが集合して、室内は急激に緊迫した。まもなく石川重明刑事部長も対策室に入り、自ら現場の機動捜査隊に指示を出した。また交通部・警備部は中央指揮所、公安部は公安部指揮所に指揮官を集合させて、それぞれ命令を下し始めた。警察庁でも、刑事局捜査第一課に、刑事局と警備局の合同対策本部を設置した。8時57分には、23区内を対象として全体G配備が発令された。
1994年の松本サリン事件の際、国内で前例がないサリンの検査について警察庁の科学警察研究所（科警研）が苦労した経験から、警視庁の科学捜査研究所（科捜研）では、保有機材によるサリンの検査について既に検討を行っていた。早くも9時5分には、築地駅で採取された試料が科捜研に運び込まれ、9時34分には、ガスクロマトグラフ質量分析装置によってサリンとの結果を得た。この装置は、1990年に、製薬会社の研究所に勤める男が男女関係のもつれから自作のマスタードガスで交際相手の家族に火傷を負わせるという事件が発生した際、分析チャートをデータ集と突き合わせて推定せざるをえなかった教訓から1994年に導入されたもので、分析と同時に、そのデータを自動的にライブラリと照合する機能を備えており、そのライブラリにサリンも含まれていた。この頃には霞ヶ関駅で採取された試料も搬入されていたことから、正式発表はその結果を待って行うこととされたが、午前10時頃には自衛隊中央病院や聖路加国際病院から科捜研に直接問い合わせがあり、有機リン系の毒物としての対応を助言した。

### 東京消防庁
東京消防庁管制室には、8時9分に茅場町駅から『人が倒れています』との119番通報が入ったのを端緒として、多数の通報が寄せられ、17分には築地駅から「電車が爆発し、怪我人が多数出ている」との通報が入った。異状を察して、8時22分には化学機動中隊が投入されることになり、まず7隊が出動した。11か所の駅付近に指揮隊が出動して現場指揮所を開設したほか、8時30分には、警防部長を本部長とする「東京消防庁同時多発救助救急対策本部」が設置された。
化学機動中隊はドレーゲル製の毒劇物防護衣を着用、空気呼吸器も装着して現場に進入し、分析装置により原因物質の特定を試みたものの、なかなか反応を得ることができなかった。9時40分ごろ、中野坂上駅、本郷三丁目駅で採取した検体からアセトニトリルが検出された。当時、化学機動中隊の分析装置には化学剤の物質情報が登録されていなかったため、サリンという原因物質そのものの特定は原理的に不可能であったが、この結果から、少なくとも毒ガスであるとの判断に至った。しかしこの時点で、救急隊員もポンプ隊員も防護服を着用せずに現場に進入しており、後には毒・劇物用マスクを着用しての活動を開始したものの、救出した乗客がサリンに汚染されていたなどのケースもあり、135人の隊員が二次被害を受け、うち43人が入院した（全員が3月26日までに退院）。
ドレーゲル製の防護衣を着用した消防士は、自衛隊による除染作業が始まった後は、その補助も担当した。化学防護隊の隊員が除染剤を散布した後に、サリンの分解産物や残存した除染剤を洗い流すため、消火栓に繋いだホースから大量の水道水を放水する役を担った。
東京消防庁から出動したのはのべ350隊（救急隊126隊、化学機動中隊16隊、ポンプ隊63隊、特別救助隊10隊、指揮隊135隊）で、救急出場件数は326件、救出した人員は692人、搬送した人員は688人であった。

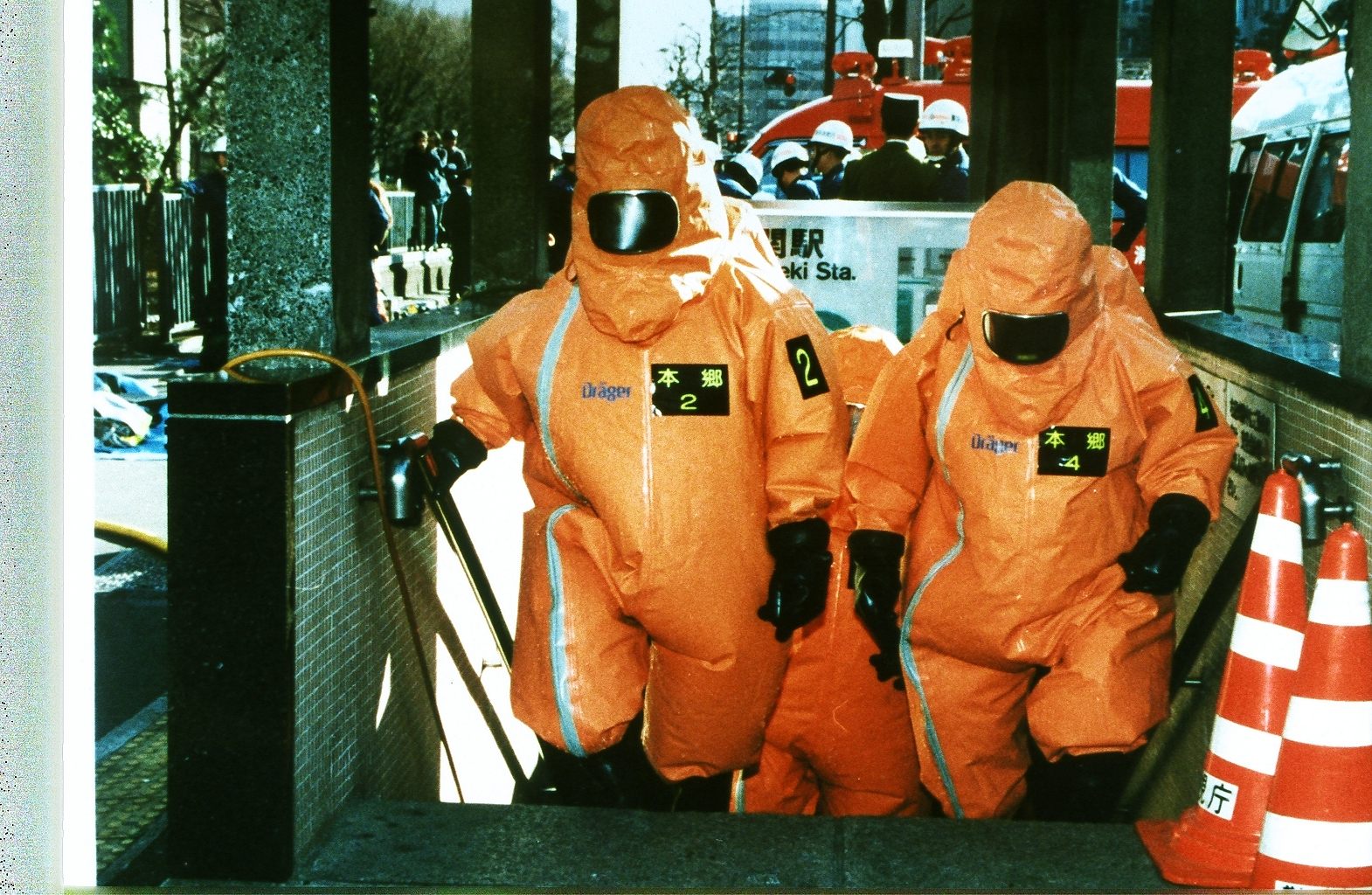
霞ヶ関駅で活動する東京消防庁の化学機動中隊。
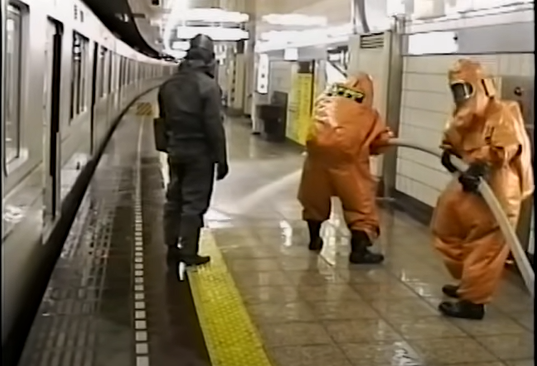
築地駅にて、除染剤の散布後に放水を行う化学機動中隊員。
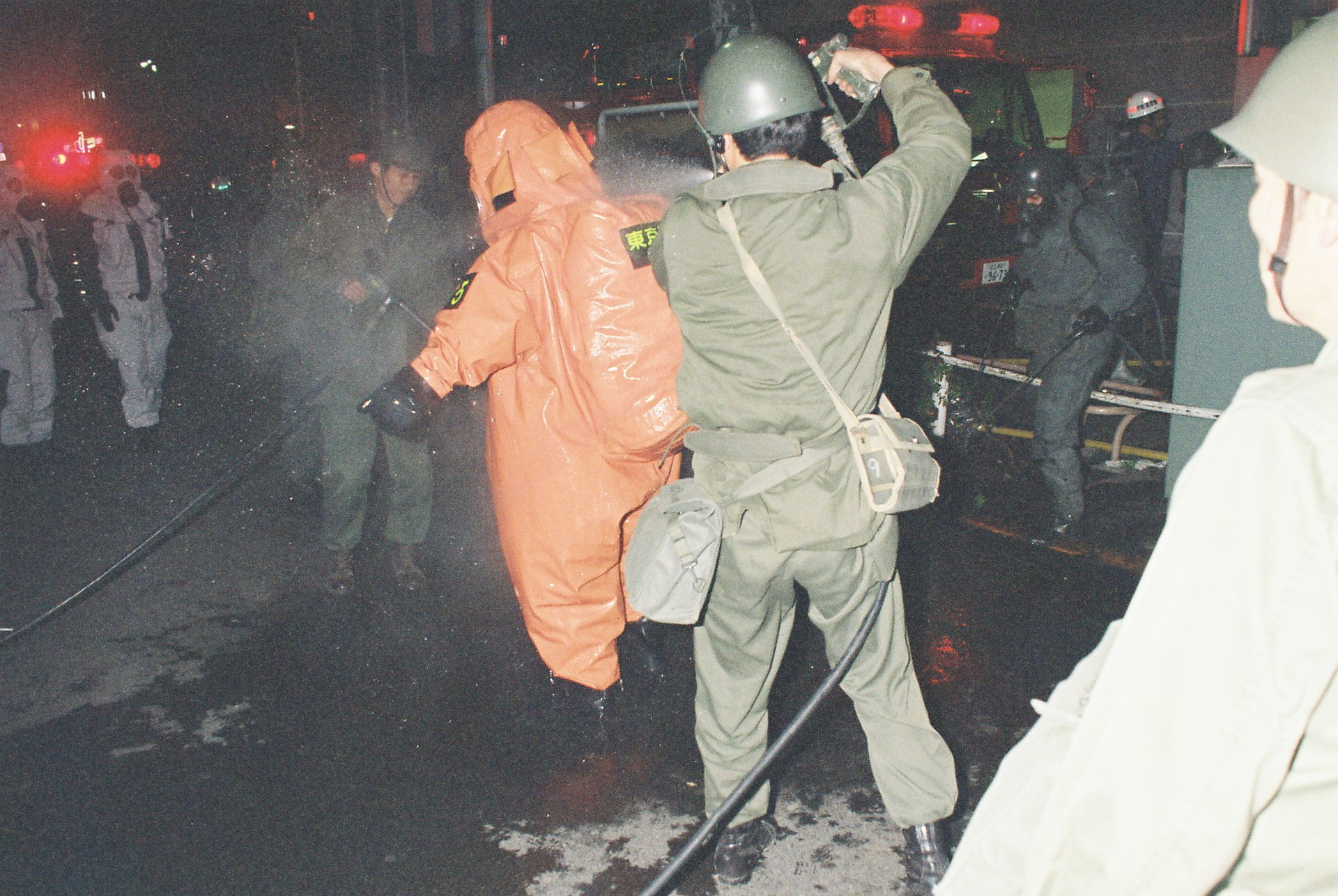
除染活動後、自衛官により自らも除染を受ける化学機動中隊員。
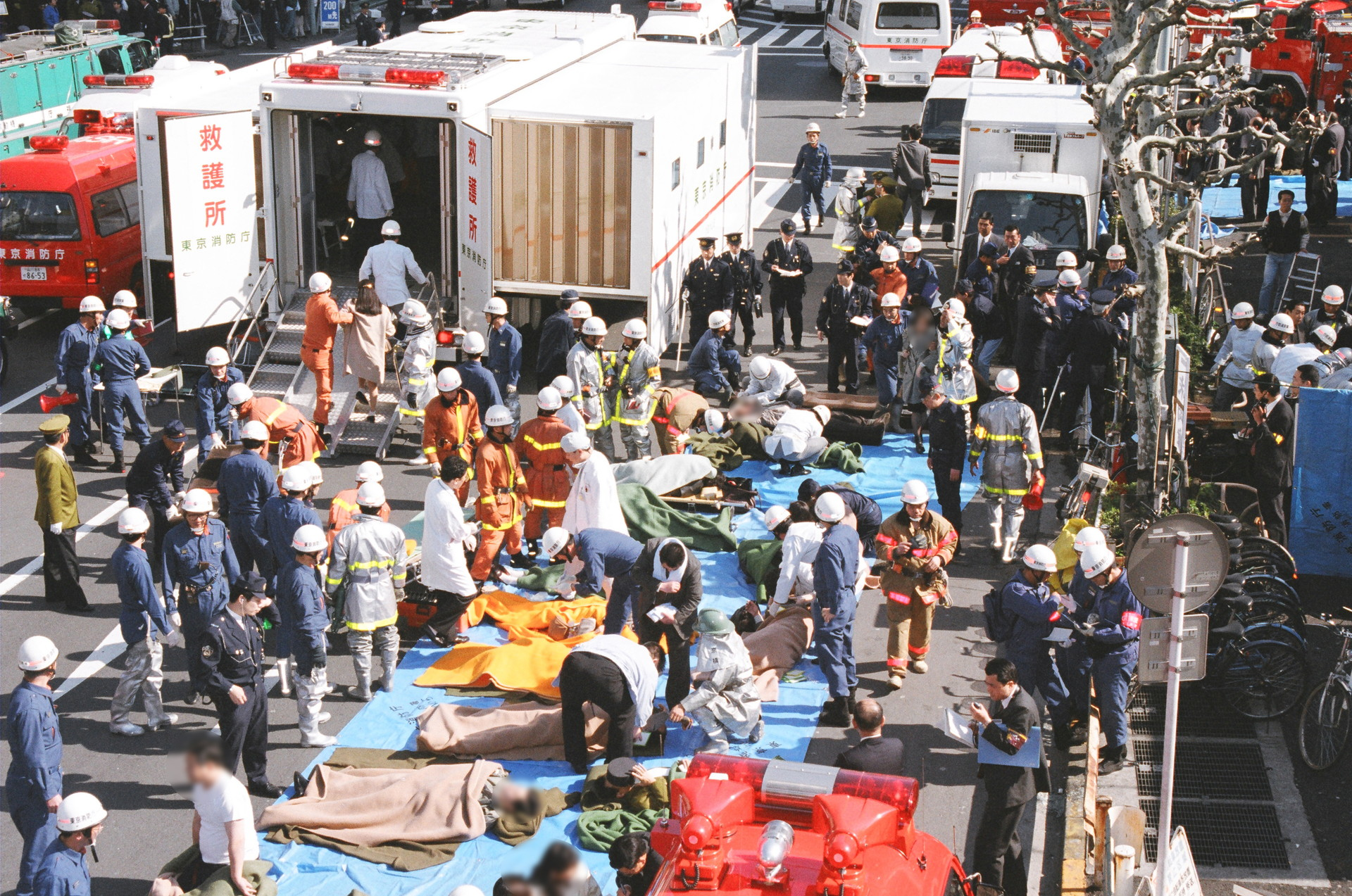
スーパーアンビュランスも参加した救助活動の様子。

### 医療機関

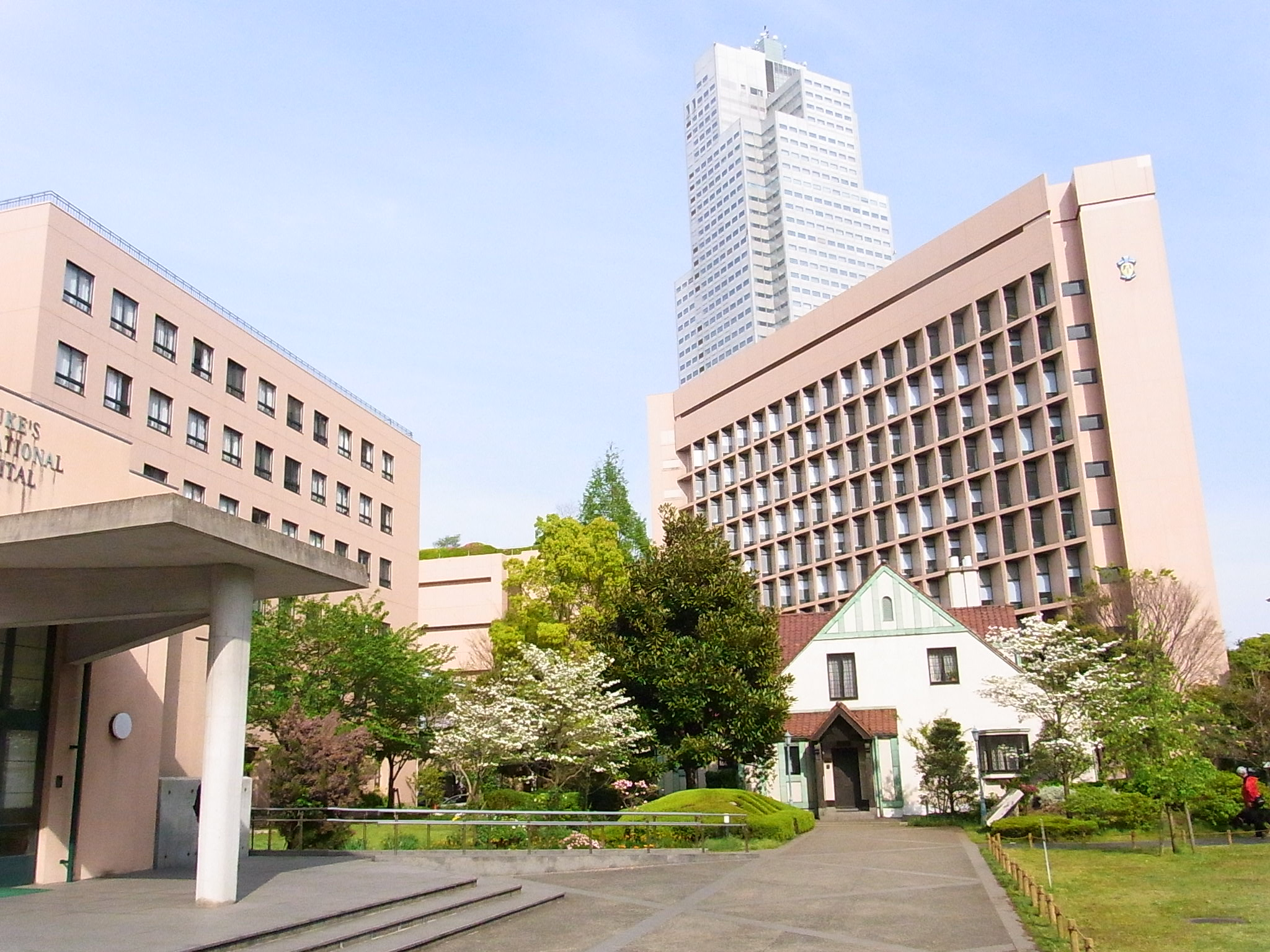
多くの患者を受け入れた聖路加国際病院の新病院棟。

被害者が搬送された病院は、主なところだけでも公立・民間合わせて40施設近くに達した。重症者を多く受け入れたのが聖路加国際病院と東京都立墨東病院だったが、他にも東京慈恵会医科大学附属病院や東京都済生会中央病院、東京警察病院や日本赤十字社医療センターなどが多くの被害者を受け入れた。ただし現場が混乱状態で誘導・振り分けが機能せず、あまり救急診療を行っていない病院でも被害駅に近いと多数の被害者が殺到して大混乱となる一方、準備万端整えていた三次救急医療機関には、重症の被害者が少数搬入されたのみで中等症・軽症の被害者は予想以上に来院しないといった状況もあった。
聖路加国際病院では、午前8時16分頃に東京消防庁直通電話（ホットライン）を受けたが、この時点では「茅場町駅で爆発火災が発生したらしい」との情報であった。その後、8時25分頃にまず直接歩いて来院した患者3名が受診したほか、午前8時40分頃には救急車による最初の患者が搬送された。更に、現場を通りかかった自家用車の協力で2人目、消防の広報車により3人目が搬送されたが、この2人は既に心肺停止状態であった。更に受診者が相次ぎ、9時30分頃には、当時の日野原重明院長より、この日の通常診療を全て中止するとの判断が下された。聖路加国際病院では、病棟だけでなくチャペル（トイスラー記念ホール）やラウンジ、外来の廊下に至るまで酸素や吸引の配管がなされており、この設備を活かして、院内のありとあらゆる場所で診療が行われた。収容した被害者が縮瞳や流涎といった症状を呈していたことから、9時15分頃より、対症療法的にアトロピンの投与が開始された。また10時15分には、報道に接した信州大学医学部附属病院の柳澤信夫院長が聖路加国際病院に電話をかけており、松本サリン事件での診療経験を踏まえた情報提供を受けて、原因物質がサリンである可能性が強く考慮されるようになった。
自衛隊中央病院では、警察からの要請を受け、省庁間協力のかたちで医官・看護官各6名を警察病院に向けて派遣していたが、被害者の収容状況を鑑みて、医官・看護官各3名が聖路加病院に移動することになった。ここで聖路加に移動した医官の1人である青木医官は陸上自衛隊衛生学校での幹部上級課程を修了した直後であり、その卒業試験では神経ガスに曝露された際の臨床兆候や初期治療を問われていた上に、その教材として使われていた医療マニュアルを聖路加病院まで持参してきていた。青木医官達は午前10時半頃に聖路加に到着して診療を開始したが、被害者の症状から原因物質が神経ガスである可能性が高いものと考え、衛生学校からの許可を受けて、持参したマニュアルを聖路加病院に提供した。更に衛生学校から追加の資料がファクシミリで送付されたほか、信州大附属病院も、聖路加を含めた都内の病院に対し、松本サリン事件の際の対応処置マニュアルをファクシミリで送付していた。
これらの情報を踏まえて、聖路加病院では、午前11時頃よりプラリドキシムヨウ化メチル（PAM）の投与を開始した。これは有機リン化合物の中毒に対して用いる治療薬であり、農薬として有機リン化合物が多く用いられる農村地帯ではしばしば用いられる薬剤ではあったが、近年では化学構造上PAMの効き目が薄い農薬が増えており、また都市圏では農薬中毒自体が稀なこともあって、PAMの在庫を持っている病院は少なかった。この状況に対し、PAMを扱う薬品卸売業のスズケン社は名古屋市の本社から派遣した社員を新幹線「こだま」に乗りこませ、浜松駅・静岡駅・新横浜駅のホームからリレーのようにPAMを受け取ることで、計230人分を都内の病院に届けた。また国内唯一のPAMの製造元である住友製薬は、大阪の商品センターから東京へありったけのPAMを緊急空輸しており、都内ではパトロールカーに先導されて各所に配送され、事件当日の夕方に2,000人分、夜には2,500人分のPAMが届けられた。

### 自衛隊
午前8時50分、警察庁捜査第一課から防衛庁運用課に対して、化学の専門家の派遣要請が入った。また9時20分すぎには警察庁警備局から自衛隊中央病院の医官の派遣要請が、そして9時55分には警察庁警備課から戦闘用防護衣の借用要請が入った。また防衛庁や陸上幕僚監部の運用課からは連絡調整幹部（LO）の派遣が開始されており、まず午前10時に防衛庁運用課から警察庁へ1人が、10時50分には警視庁へ3人が派遣された。
これらのLOからの情報を受けて、防衛庁の玉澤徳一郎長官は、災害派遣要請を受けた場合にすぐ対応できるよう、化学科部隊を東京に呼び寄せることを決心した。これを受けて、午前11時、陸上幕僚長 冨澤暉陸将は陸幕長指示を発令し、陸上自衛隊化学学校の第101化学防護隊と、東部方面隊の全ての師団司令部隷下の化学防護小隊を直ちに市ヶ谷駐屯地に集結させるとともに、必要な除染資材や化学防護衣セットも集めるよう命令した。
午前11時20分頃、化学学校の教官6人が市ヶ谷に向けて陸路で出発した。警察庁では、3月17日にオウムへの強制捜査が本決まりになると同時に防衛庁に要請しており、19日には、化学学校において、捜査に参加予定の機動隊員300人と捜査員25人に対してガスマスク・防護服の装着訓練を実施していたが、このとき指導役を務めた自衛官も市ヶ谷への派遣幕僚団に加わっていた。また午前11時40分には化学学校の教官2人がヘリコプターで都内に向かい、途中で車に乗り換えて科捜研のチームと合流した。
12時50分、東京都知事である青島幸男より、第1師団長である杉田明傑陸将に対して災害派遣要請が発出された。これを受けて杉田陸将は「有毒ガスによる被害を受けた地下鉄駅における除染活動を行え」との災害派遣行動命令を発令、青島知事からの派遣要請とほぼ同時刻の12時50分、第1師団の化学防護小隊6名が練馬駐屯地を出発した。この隊は午後1時30分に霞ヶ関駅に到着し、午後2時23分には検知活動を行った。
12時57分、市ヶ谷駐屯地の第32普通科連隊にも杉田陸将からの出動命令が下り、全隊員に非常呼集をかけて「第三種非常勤務態勢」に移行した。第1師団司令部からは、日比谷駅・霞ヶ関駅・小伝馬町駅・築地駅の計4か所への派遣指示が入ったことから、連隊長である福山1佐は、連隊の4個普通科中隊にそれぞれ担当駅を割り当てるとともに、化学学校から派遣されてきた幕僚を各中隊に1人ずつ組み込んで、サリンがある現場での除染活動を指導させることとした。
午後2時40分に編成完結が行われ、3時7分より、パトカーの先導を受けて順次に出動した。また3時18分には師団の化学防護小隊6人と第101化学防護隊38人も到着し、直ちに本隊を追いかけて、各中隊に組み込まれていった。しかし東京での災害派遣の訓練が行われていなかったため、自衛隊の運転手は赤信号で交差点を通過することに躊躇してしまい、先導役のパトカーとの間に一般車の割り込みを受け、車列を維持できなくなったり、パトカーを見失ってしまう部隊もあったほか、渋滞に巻き込まれて、到着は大幅に遅れることになった。
日比谷中隊
第32普通科連隊33人、化学学校幕僚1人に加え、現場で第101化学防護隊16人と合流。除染車4両、大型トラック3両、小型トラック3両。午後3時半に日比谷に到着したものの、同駅が現場だというのは誤報であり、安全を確認したのち築地中隊と合流。
小伝馬町中隊
第32普通科連隊24人、化学学校幕僚1人に加え、現場で第12師団化学防護小隊7人と合流。除染車1両、化学防護車1両、大型トラック2両、小型トラック1両。
霞ヶ関中隊
第32普通科連隊21人、化学学校幕僚1人に加え、現場で第1師団化学防護小隊22人と合流。除染車2両、大型トラック6両、小型トラック4両。
築地中隊
第32普通科連隊21人、化学学校幕僚1人に加え、現場で第101化学防護隊22人と合流。除染車2両、大型トラック6両、小型トラック4両。
福山1佐は、所属にこだわらず各中隊で一番上位にあるものが指揮を執るよう指示しており、築地中隊では化学学校の教官である近藤道弘1尉が指揮を執った。まず近藤1尉が単独で駅構内に進入してM8化学兵器検知紙による検知を行ったが、サリンの陽性反応はなく、既に液体状のサリンは存在せず、気化したものと考えられた。その後、除染作業が行われたが、まず化学防護隊員が水酸化ナトリウム（苛性ソーダ）を含む除染液を散布したのち、近藤1尉が検知紙でサリンの有無を再確認、東京消防庁の化学機動中隊員が大量の水で分解産物および残存除染材を洗い流し、警視庁の鑑識官が残存物の有無を確認するという共同作業となった。その後、第32普通科連隊の隊員がデッキブラシで床やホームを洗浄した。ただし洗浄後の安全確認の際、検知紙では気化したサリンを検知できず、気化したサリンを検知するためのCR警報機は強制捜査に備えて警視庁に貸与してしまっていたことから、近藤1尉自らがマスクを外して呼吸し、サリン中毒症状の出現有無を確認することを決断した。中毒症状が出現した場合の連れ出し役として、ドレーゲル防護服を着用した消防士2人が同行したが、中毒症状が出現することはなく、構内の安全が確認された。
各中隊は、当初割り当てられた現場での除染を完了した後も、今度は車庫に移動した車両の除染活動や、残留ガスの恐れが出た駅に再出動するなど、深夜まで都内を中心に転戦し、最後の部隊が市ヶ谷駐屯地に帰還したのは3月21日午前2時10分のことであった。駐屯地では、除染部隊が出動した後に駆けつけてきた応援部隊によってテントが張られ、風呂とシャワー、そして温食により、帰還した隊員を出迎えた。

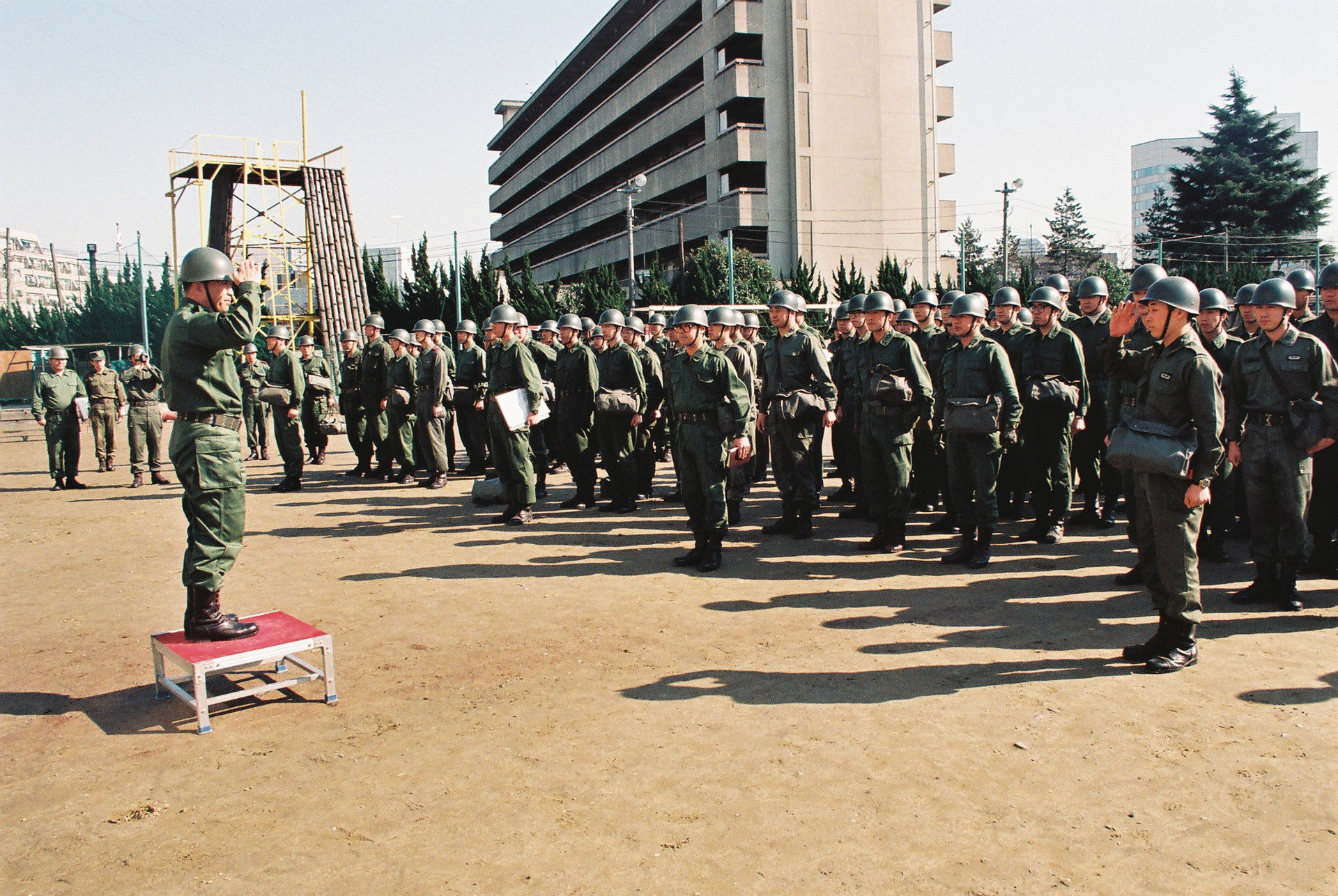
市ヶ谷駐屯地にて出発準備完了を報告する自衛官。
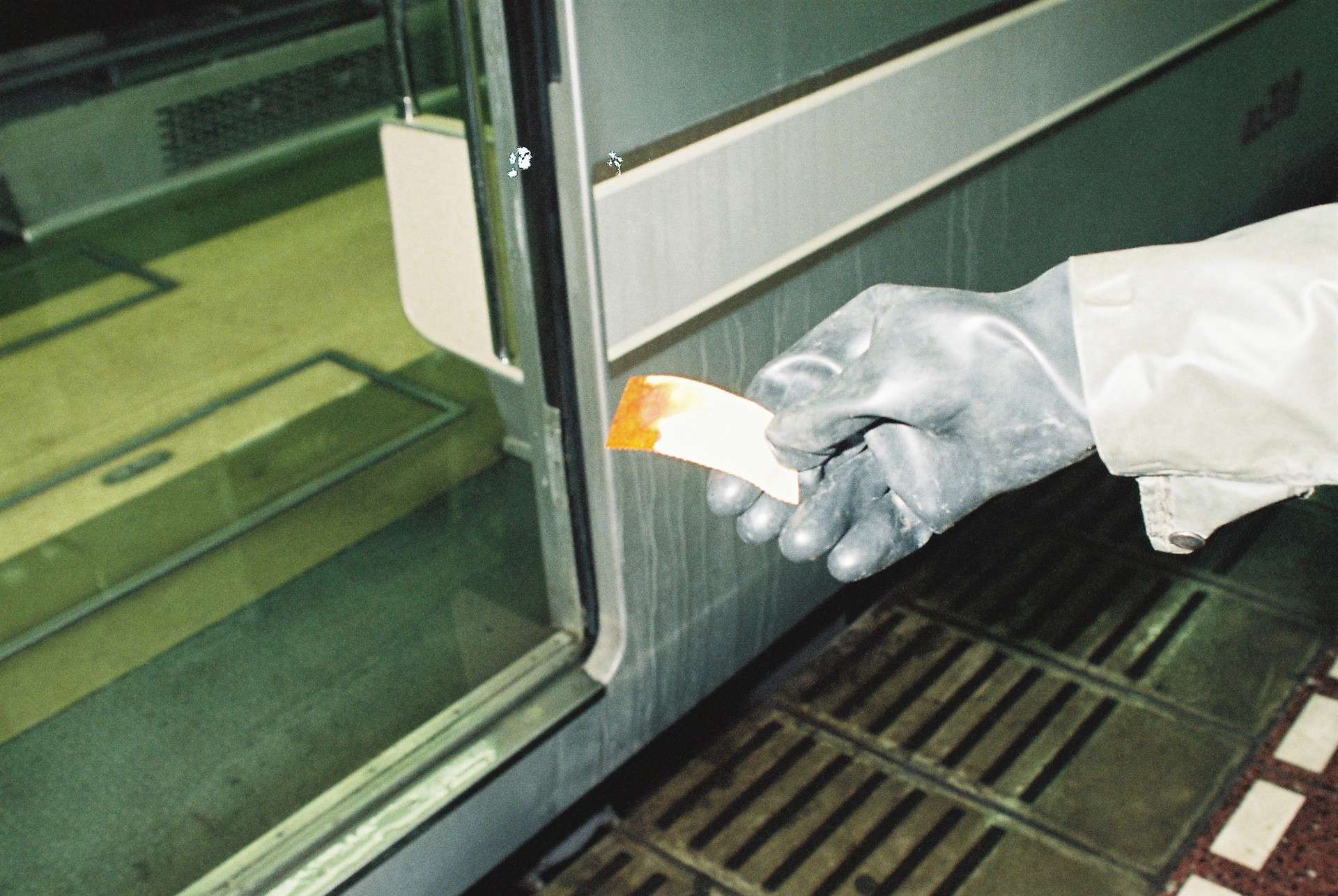
サリンの陽性反応を示す検知紙。
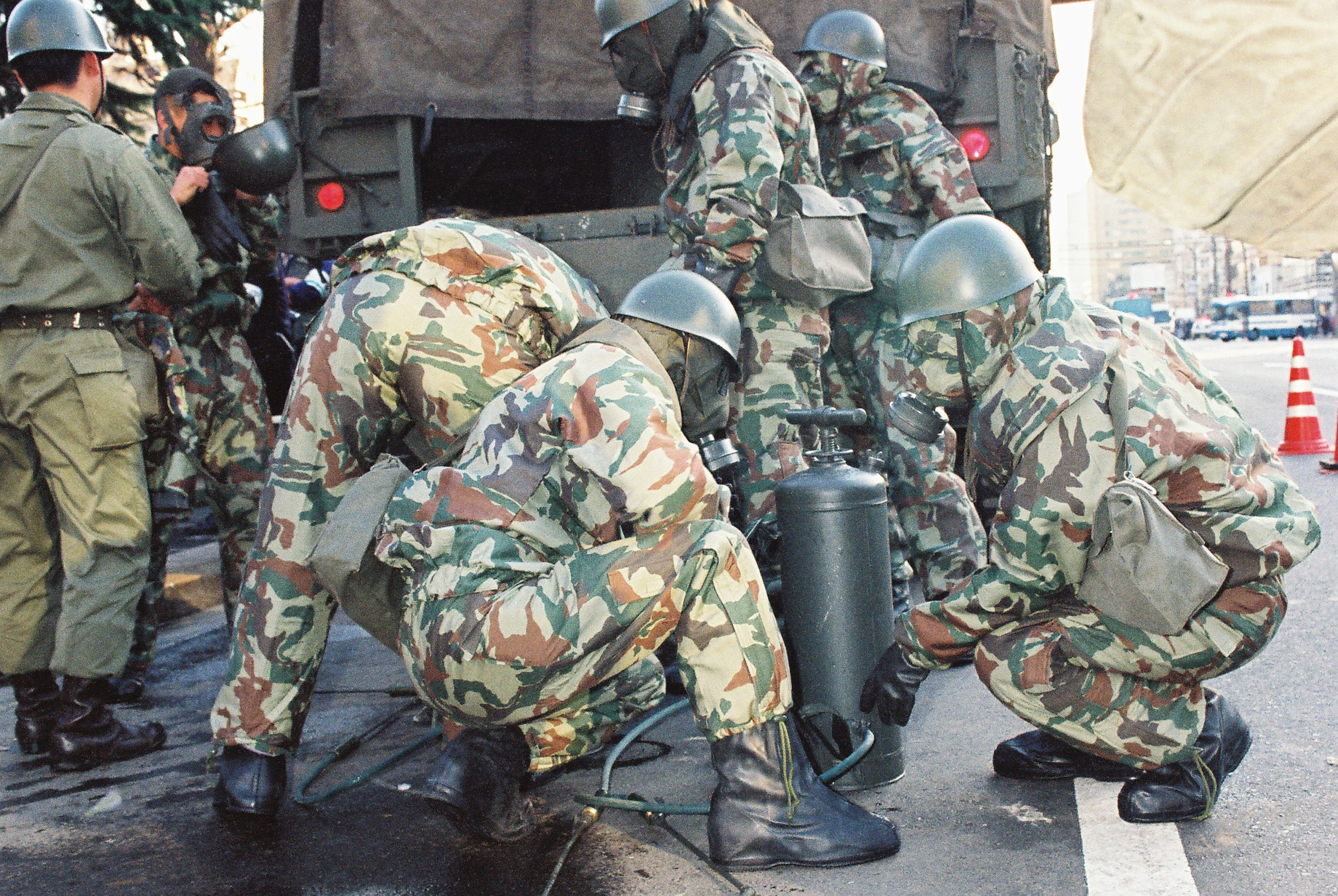
携帯除染器などを準備する自衛官。
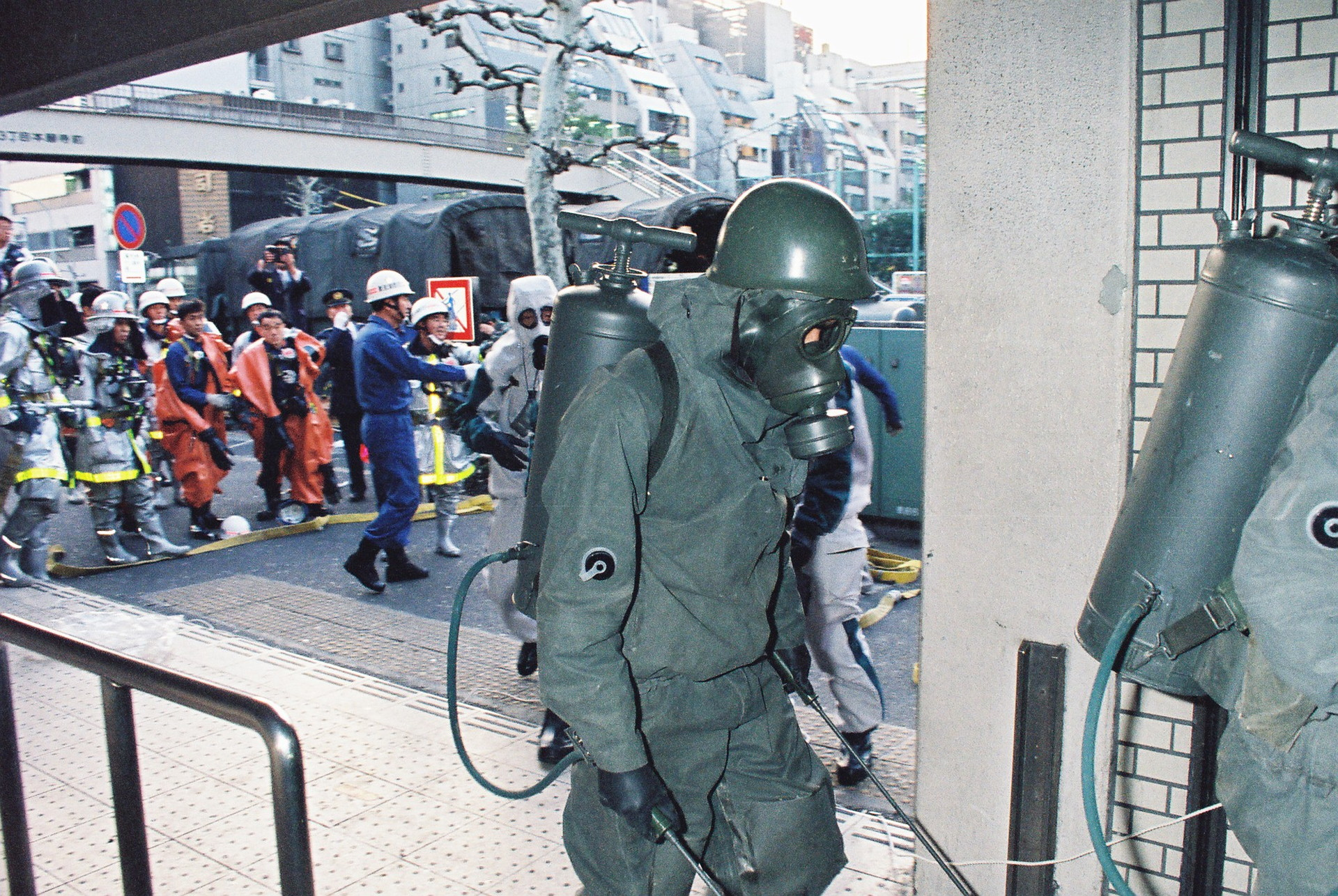
化学防護衣を着用、携帯除染器を背負って駅構内に進入する自衛官。
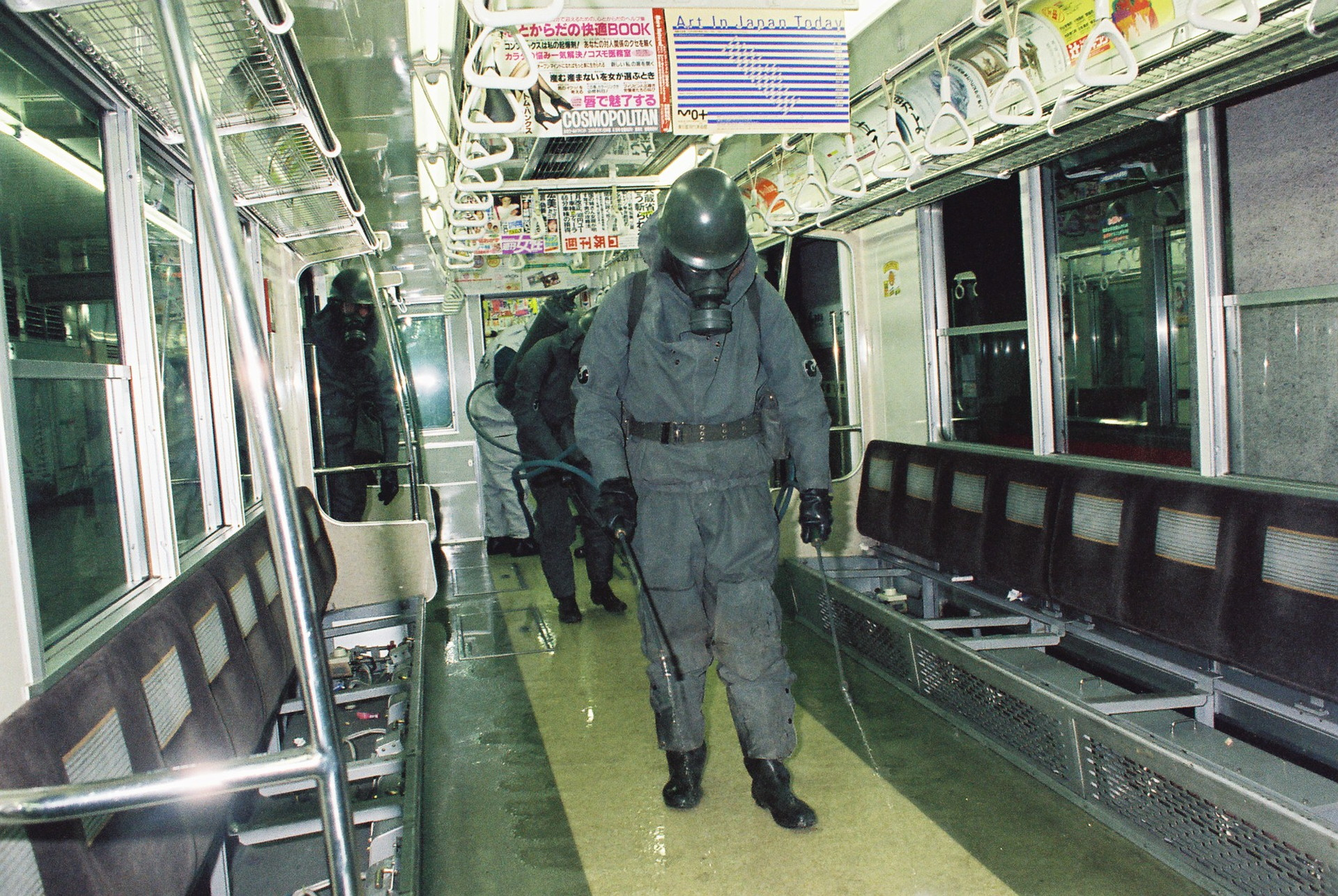
化学防護衣を着用し、携帯除染器で除染剤を散布する自衛官。
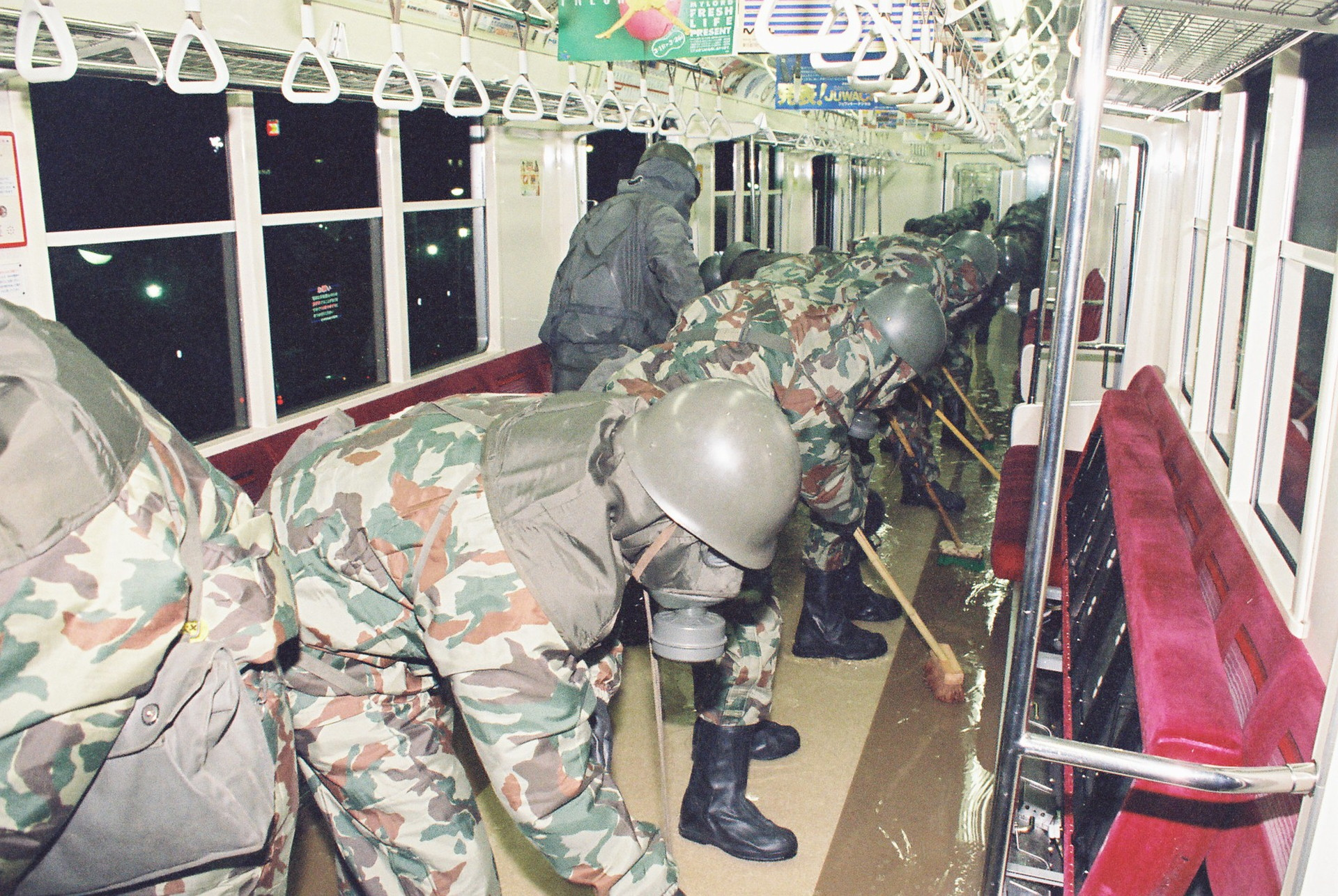
戦闘用防護衣を着用し、デッキブラシによる洗浄を行う自衛官。

### 報道関係
在京キー局の中で、事件の速報コメントは日本テレビ『ルックルックこんにちは』の開始直後の8時30分、現場のお天気カメラ映像がもっとも早かったのが8時42分に、テレビ朝日で生放送中だった『スーパーモーニング』であった。事件が発生した日、在京キー局の地上波テレビではNHK教育以外全ての局において8時30分以降の通常番組が報道特別番組に変更された。また、事件発生から2日後の強制捜査の中継も放送された。
新聞・テレビなどの各マスメディアは、本年1月に発生した阪神・淡路大震災を中心に報道してきたが、事件発生日を境に全国ネットのメディアはほとんどがこのサリン事件を中心に報道するようになった。テレビではワイドショーや一般のニュース番組でこの事件やオウム真理教の事を事細かく報じ（興味本位の報道も目立った）、毎週1、2回は「緊急報道スペシャル」として、ゴールデンタイムにオウムに関する報道特番が放送された。新聞も一般紙はもちろんのことスポーツ紙までが一面にオウムやサリンの記事を持ってくる日がほとんどで、事件当時開幕を控えていたプロ野球関係の記事が一面に出ることは5月までほとんどなかった。この過熱報道は麻原が逮捕される日まで続いた。
事件の発生はただちに世界各国へ報じられ、その後も世界各地ではオウム関連のニュースはトップとして扱われた（警視庁長官狙撃事件や全日空857便ハイジャック事件、麻原の逮捕など）。ドイツでは『ナチスの毒ガス（=サリンの意）東京を襲う』と報道された。オウム真理教による一連の行動を東京支局を含めてまったく察知していなかったアメリカ合衆国のCNNでは、東京支局経由で速報を伝える段階で「アラブ系テロリストによる犯行の可能性がある」と誤って報じた。

## 被害者
事件の目撃者は地下鉄の入り口が戦場のようであったと語った。多くの被害者は路上に寝かされ、呼吸困難状態に陥っていた。サリンの影響を受けた被害者のうち、軽度のものはその徴候にもかかわらず医療機関を受診せず仕事に行った者もおり、多くはそれによって症状を悪化させた。列車の乗客を救助したことでサリンの被害を受けた犠牲者もいる。
目撃者や被害者は現在も心的外傷後ストレス障害（PTSD）に苦しみ、電車に乗車することに不安を感じると語る。また、慢性的疲れ目や視力障害を負った被害者も多い。被害者の8割が目に後遺症を持っているとされる。そのほか、被害者は癌に罹患する者も一般の者に比べて多い傾向があり、事件後かなり経ってから癌で死亡する被害者も少なくない。また、その当時重度な脳中枢神経障害を負った被害者の中には、いまだに重度な後遺症・神経症状に悩まされ、苦しめられている者も数多くいる。
裁判では迅速化のため、負傷者は当初3,794人とされ、1997年12月には訴因変更により14人に絞っている。
作家の村上春樹による被害者へのインタビュー集『アンダーグラウンド』があるほか、自身も事件に巻き込まれた映画プロデューサーのさかはらあつしによる著書『サリンとおはぎ』がある。
ジャーナリストの辺見庸も事件に遭遇した自身の体験をもとに評論、エッセイ、小説などを書いている。
その他、フリーダイビング選手の岡本美鈴やカメラマンの野澤亘伸もこの事件に遭遇している。
2009年、裁判員候補にサリン事件の被害者が選ばれたため、問題となった（実際には裁判員にならなかった）。

### 死者

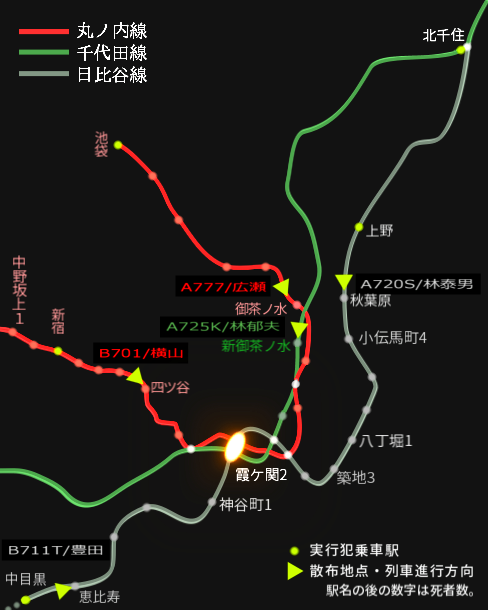
路線図

| 死者     | 死亡日時/時刻                   | 乗車路線・利用駅                                     |
| -------- | ------------------------------- | ---------------------------------------------------- |
| 33歳女性 | 1995年3月20日午前8時5分頃死亡   | 日比谷線・北千住発・小伝馬町駅                       |
| 92歳男性 | 1995年3月20日午前8時10分頃死亡  | 日比谷線・中目黒発・神谷町駅                         |
| 50歳男性 | 1995年3月20日午前9時23分頃死亡  | 千代田線・霞ケ関駅                                   |
| 29歳男性 | 1995年3月20日午前10時2分頃死亡  | 日比谷線・北千住発・築地駅                           |
| 50歳女性 | 1995年3月20日午前10時20分頃死亡 | 日比谷線・北千住発・小伝馬町駅                       |
| 42歳男性 | 1995年3月20日午前10時30分頃死亡 | 日比谷線・北千住発・八丁堀駅                         |
| 51歳男性 | 1995年3月21日午前4時46分頃死亡  | 千代田線・霞ケ関駅                                   |
| 54歳男性 | 1995年3月21日午前6時31分頃死亡  | 丸ノ内線・池袋発・中野坂上駅                         |
| 64歳男性 | 1995年3月22日午前7時10分頃死亡  | 日比谷線・北千住発・小伝馬町駅                       |
| 53歳男性 | 1995年4月01日午後10時52分頃死亡 | 日比谷線・北千住発・小伝馬町駅                       |
| 21歳女性 | 1995年4月16日午後2時16分頃死亡  | 日比谷線・北千住発・築地駅                           |
| 52歳男性 | 1996年6月11日午前10時40分頃死亡 | 日比谷線・北千住発・築地駅                           |
| 76歳男性 | 1995年3月21日死亡               | 日比谷線・中目黒発に乗車。事件の翌日、心筋梗塞で死亡 |
| 56歳女性 | 2020年3月10日死亡               | 丸ノ内線・池袋発・中野坂上駅                         |

1. ↑  事件当日はそのまま埼玉県に墓参りに出かけ、食事も普通に摂った。翌日、銭湯で倒れ、心筋梗塞で死亡。丸一日普通に行動できたことから、サリン吸引と死亡の因果関係が証明できないとして、起訴状では殺人未遂罪の被害者とされ、訴因変更後は未遂被害者からも除外されていた。しかし、2008年12月施行のオウム真理教犯罪被害者等を救済するための給付金の支給に関する法律ではサリン吸引が浴室での事故の原因と判断され[1]、13人目の死者として認定された[1]。2010年3月6日には被害者の会が救済金を支給していると公表した。

## 捜査

### 家宅捜索
教団の目論見とは裏腹に事件の2日後の22日、警察は全国の教団施設計25か所で家宅捜索を実施した。自動小銃の部品、軍用ヘリ、サリンの製造過程で使用されるイソプロピルアルコールや三塩化リンなどの薬品が発見された。また、事件前の1月には上九一色村の土壌からサリンの残留物が検出されたことから地下鉄サリン事件はオウム真理教が組織的に行ったと推定したが、決定的な証拠が得られなかった。サリンを撒いた実行犯も特定できず、松本智津夫ら幹部を逮捕する容疑が見つからなかった。
強制捜査後、オウム側は関与を否定するため、
- サリンの原料は農薬を作るためであり第7サティアンも農薬プラント
- その他の劇物も兵器用ではない、劇物の保有量が多いのは不売運動に遭っているのでなるべく大量購入しているだけ
- オウムは米軍機などから毒ガス攻撃を受けており、上九一色村で発見されたサリン残留物は彼らが撒いたもの
- オウムがやったなら東京にも信者がいるので巻き添えになる
- 小沢一郎や森喜朗、創価学会の陰謀

といった主張を唱えた。

### 実態解明
事件から19日後の4月8日、警察は教団幹部であった林郁夫を放置自転車窃盗の容疑で逮捕した。教団に不信感をつのらせていた林が「私が地下鉄にサリンを撒いた」と取り調べていた警視庁警部補に対し自白。地下鉄サリン事件の役割分担などの概要を自筆でメモに記した。このメモで捜査は一気に進み、5月6日、警察は事件をオウム真理教による組織的犯行と断定し一斉逮捕にこぎつけた。このころにはすでに新宿駅青酸ガス事件、東京都庁小包爆弾事件などが相次いでいた。
4月23日、村井秀夫刺殺事件が発生。これにより事件のキーパーソンである村井の持つ情報を引き出すことが不可能となった。

### 関係被疑者の逮捕
| 役割          | 氏名 （ホーリーネーム）                 | 当時の役職          | 担当               | 逮捕日             | 判決                       |
| ------------- | --------------------------------------- | ------------------- | ------------------ | ------------------ | -------------------------- |
| 首謀者        | 麻原彰晃 （マハーグル・アサハラ）       | 教団代表 (神聖法皇) | -                  | 1995年 5月16日     | 死刑 （2018年7月6日執行）  |
| 総括役        | 村井秀夫 （マンジュシュリー・ミトラ）   | 科学技術省大臣      | -                  | 1995年 4月24日死亡 | -                          |
| 調整役        | 井上嘉浩 （アーナンダ）                 | 諜報省長官          | -                  | 1995年 5月15日     | 死刑 （2018年7月6日執行）  |
| サリン 散布役 | 林郁夫 （クリシュナナンダ）             | 治療省大臣          | 千代田線・我孫子発 | 1995年 4月8日      | 無期懲役                   |
| サリン 散布役 | 横山真人 （ヴァジラ・ヴァッリィヤ）     | 科学技術省次官      | 丸ノ内線・荻窪発   | 1995年 5月16日     | 死刑 （2018年7月26日執行） |
| サリン 散布役 | 広瀬健一 （サンジャヤ）                 | 科学技術省次官      | 丸ノ内線・池袋発   | 1995年 5月16日     | 死刑 （2018年7月26日執行） |
| サリン 散布役 | 豊田亨 （ヴァジラパーニ）               | 科学技術省次官      | 日比谷線・中目黒発 | 1995年 5月15日     | 死刑 （2018年7月26日執行） |
| サリン 散布役 | 林泰男 （ヴァジラチッタ・イシディンナ） | 科学技術省次官      | 日比谷線・北千住発 | 1996年 12月3日     | 死刑 （2018年7月26日執行） |
| 散布役の送迎  | 新実智光 （ミラレパ）                   | 自治省大臣          | 林郁夫の送迎役     | 1995年 4月12日     | 死刑 （2018年7月6日執行）  |
| 散布役の送迎  | 北村浩一 （カッサパ）                   | 自治省次官          | 広瀬健一の送迎役   | 1996年 11月14日    | 無期懲役                   |
| 散布役の送迎  | 外崎清隆 （ローマサカンギヤ）           | 自治省次官          | 横山真人の送迎役   | 1995年 5月16日     | 無期懲役                   |
| 散布役の送迎  | 高橋克也 （スマンガラ）                 | 諜報省              | 豊田亨の送迎役     | 2012年 6月15日     | 無期懲役                   |
| 散布役の送迎  | 杉本繁郎 （ガンポパ）                   | 自治省次官          | 林泰男の送迎役     | 1995年 5月16日     | 無期懲役                   |
| サリン 製造者 | 遠藤誠一 （ジーヴァカ）                 | 第一厚生省大臣      | 製造役の指示・製造 | 1995年 4月26日     | 死刑 （2018年7月6日執行）  |
| サリン 製造者 | 土谷正実 （クシティガルバ）             | 第二厚生省大臣      | 製造時の助言・製造 | 1995年 4月26日     | 死刑 （2018年7月6日執行）  |
| サリン 製造者 | 中川智正 （ヴァジラティッサ）           | 法皇内庁長官        | 製造               | 1995年 5月17日     | 死刑 （2018年7月6日執行）  |
| サリン 製造者 | 田下聖児                                | 厚生省              | 製造補助           | 1995年 3月31日     | 懲役7年                    |
| サリン 製造者 | 佐々木香世子 （チャーパー）             | 法皇内庁            | 製造補助           | 1995年 5月17日     | 懲役1年6か月               |
| サリン 製造者 | 森脇佳子 （ヴァジラ・サンガー）         | 厚生省              | 製造補助           | 1995年 5月16日     | 懲役3年6か月               |

- 菊地直子も製造補助の被疑者として逮捕されたが、証拠不十分のため本事件については不起訴となった。また、リムジン謀議の同席者青山吉伸・石川公一や、傘を研磨した滝澤和義はこの件で起訴されていない。

## 余波
地下鉄サリン事件は、当時の日本国内において最大級の無差別殺人行為となったほか、1994年（平成6年）に発生した松本サリン事件に続き、一般市民に対して化学兵器が使用されたテロ事件として全世界に衝撃を与え、世界中の治安関係者を震撼させた。

### オウム真理教
一連のオウム真理教事件により、オウム真理教は宗教法人の認証認可取り消し処分を受けた。警察の捜査と幹部信者の大量逮捕によって脱退者が相次ぎ、本事件の発生から2年半で信徒数は5分の1以下に減少した。オウムは組織として大きな打撃を受け破産したが、2000年にAleph（アレフ）に改組し活動を続けている。Aleph2代目代表で現ひかりの輪代表の上祐史浩は、本事件が起きた当時、オウム真理教の事件の関与を否定し続けたスポークスマンであった。公安審査委員会は破壊活動防止法（破防法）に基づく解散措置の適用を見送ったが、無差別大量殺人行為を行った団体の規制に関する法律（オウム新法）が制定され、アメリカ合衆国国務省は現在もAlephをテロリストグループに指定している。
その他、地方自治体や賃貸住宅が信者の居住を拒否したり、商店主が信者への商品の販売を拒否する事例も相次いだ。また、信者への住居の賃貸、土地の販売の拒絶も相次ぎ、一部の自治体では信者の退去に公金を投じることとなった。

### 被害者の後遺症・PTSD
事件の被害者は後遺症に悩まされる日々が続いている。視力の低下など比較的軽度のものから、心的外傷後ストレス障害（PTSD）などの精神的なもの、重度では寝たきりのものまで、被害のレベルは様々であるが、現在のところ被害者への公的支援はほとんど行われていない。

### 不審物への対応
本事件後、営団地下鉄の駅構内からゴミ箱が撤去された。その後1997年4月1日に復活した。この際、ごみ箱は駅員の目の届く場所に集約され、数は半減された。また、営団地下鉄の全車両のドアに「駅構内または車内等で不審物・不審者を発見した場合は、直ちにお近くの駅係員または乗務員にお知らせ下さい」という文面の警告ステッカーを貼りつけた。その後、2004年の民営化による東京地下鉄（東京メトロ）への移行に前後して英語版も掲出され、同時期に都営地下鉄にも拡大している。なお、同様のステッカーやアナウンスなどが他の鉄道事業者に波及するのは2001年のアメリカ同時多発テロ事件以降である。
その後2004年のマドリード列車爆破テロ事件を受けて、東急電鉄・京浜急行・京王電鉄など各事業者が外観から中身が見えるゴミ箱が設置するようになった。東京メトロでも2005年4月より設置されている。Webライターの石動竜仁の調査によると、地下鉄サリン事件を理由としてゴミ箱を撤去している鉄道事業者は確認できないという。各鉄道事業者やはゴミ箱の撤去理由について、家庭ごみが持ち込まれること、注射針が捨てられ清掃員が危険であること、営業に支障をきたすような物品がゴミ箱に投棄されたこと、などを挙げている。

### 被害者団体運営の失敗
地下鉄サリン事件被害者の会（高橋しずえ代表）は被害者の新規入会を一切認めていない。よって後遺症に苦しむ被曝被害者の現実が社会に伝わっていないという問題が発生している。

### その他
- 1995年7月15日に『耳をすませば』と同時公開された『On Your Mark ジブリ実験劇場』は、その内容や本事件の余波からオウム真理教がモデルと考えるファンが多かったが、同作品の下書きは事件の2ヶ月前のため、実際は偶然にすぎない。
- 黎明期であった日本のインターネット掲示板では、当事件に関連したいわゆる「不謹慎ゲーム」やAA（アスキーアート）が相次いで投稿されるなど、日本のアンダーグラウンド文化に多大な影響を与えた。
- 地方の中学校および高等学校などでは、この事件を受けて東京への修学旅行を中止するところもあった。
- 当事件後の一部報道で、奈良県上北山村にオウム信者が潜伏していると誤報されたことに乗じたとみられる、当時休校中（1998年に正式に廃校）だった上北山村立東ノ川小中学校に、事件に関する落書きなどの破壊行為の跡が残っている。
- 本事件の発生から15年を迎えた2010年3月20日、霞ケ関駅で慰霊式が開かれ、鳩山由紀夫首相や前原誠司国交相（いずれも当時）らが献花に訪れた[81]。
- 2015年3月、東京都中央区の警察博物館で、当時の現場の様子やその後の取り組みなどを伝える展示会が開催された[82]。
- 本事件発生時に解毒剤であるPAMの都内在庫が少なかったことを反省し、教訓として東京都医療保険局は都内各所にPAMを備蓄し、病院薬剤師へと周知している[83]。また、東京大学医学部附属病院など一部の大病院では、在庫維持によるコストを承知の上で公共利益を優先しPAMの常備を継続している。

## 裁判で未解決の問題

### 事件で使用されたサリンの原料は誰が保管していたのか
地下鉄サリン事件ではメチルホスホン酸ジフロライドCH3P(O)F2（裁判での通称「ジフロ」、一般的には「DF」）からサリンが作られた。検察側は、サリンを作るために中川が保管していたと主張。中川は「中和できなかったためにVXと一緒に井上が持っていたものがサリンの原料になった」と主張した。この点について井上は、「VXは預かっていたが他は知らない」と証言した。
中川によると、このジフロは1995年1月5日に村井秀夫とともにクシティガルバ棟を再点検した際にVXとともに発見されたもので、中川は体調が悪く土谷正実もサリン中毒、そのうえ防護服も処分していたため中和は断念し、保存されることになったという。
中川の最初の主張
ジフロは自分が持っていた。ジフロがあればサリンをすぐ生成できるため、捨てるのが惜しくなって第二上九の塩置き場に隠していた。
中川の新主張
ジフロは井上が持っていた。強制捜査で発見されないように、とりあえず井上に渡し杉並アジトへ持っていかせそこでVXと一緒に保管していた。そして1995年3月18日夕方に村井がジフロを持ってきており、サリン製造をやるように指示された。
主張が変わった理由は、ジフロと一緒にVXを保管していることでVX事件が明らかになる恐れがあり、井上に悪いと思ったため。
サリン事件前日にジフロを上九一色村に持ち帰ったのは井上の可能性が高い。村井には保管場所を教えていないし、フットワークも軽くない。
中川以外の裁判では検察側の主張が認められたが、中川の裁判では事実上中川の主張が認められ、ジフロが残っていた理由や誰が持っていたのかについては不明と認定された。裁判によって認定が異なり、結論が出ていない。

### 警察は地下鉄サリン事件を予期していたのか
2010年（平成22年）2月22日、共同通信は、事件当時の警察庁長官だった国松孝次が地下鉄サリン事件被害者の会代表世話人である高橋シズヱのインタビューに答えて「警察当局は、オウム真理教が3月22日の強制捜査を予期して何らかのかく乱工作に出るという情報を事件の数日前に得ていた」と発言した報道を配信した。国松は「情報に具体性がない」ために予防措置を講じることは不可能だったとの認識を示しているが、共同通信は「当時の捜査があらためて問われそうだ」と報道している。
これとは別に、警察が事前にサリンが撒かれることを知っていたのではないかという指摘も存在する。事件の2日後の3月22日に予定されていた教団施設への一斉捜索に備え、地下鉄サリン事件の直前の教団幹部の動きはすべて警察によって把握されていたはずだという。また、事件前日に自衛隊が朝霞駐屯地でガスマスクを着けてサリンに対応した捜索の演習を行っており、警察は地下鉄サリン事件が起こる前にオウムがサリンを持っていることを把握していたはずとも指摘されている。
また、1995年1月1日のスクープを出した元読売新聞記者三沢明彦によると、捜索は4月の統一地方選の後に予定されていたという。

## 異説

### 予言の成就説
検察側は、地下鉄サリン事件が警察による教団に対する大規模な強制捜査を攪乱する目的であったと主張した。裁判所は検察側の主張通り、「間近に迫った教団に対する強制捜査もなくなるだろうと考え」た、との認定をした。
しかし井上嘉浩は、麻原の動機は捜査攪乱ではなく、自分の予言の成就のためだったと主張した。井上は、2014年2月4日の平田信公判において「サリンをまいても、強制捜査は避けられないという結論で、議論が終わっていた。しかし松本死刑囚は、『一か八かやってみろ』と命じた。自分の予言を実現させるためだったと思う」、2015年2月20日の高橋克也の公判においても「『宗教戦争が起こる』とする麻原の予言を成就させるために、事件を起こしたと思った」と証言している。なお、リムジンに同乗していた側近も含めて多くの幹部信者たちが、「サリンを撒いたところで強制捜査がなくなるわけではないし、むしろ早まる可能性があると考えていた」と証言している。
井上は証言がよく揺れており、この証言について、井上が平田公判で初めて証言したとの批判があるが、実際は1996年11月8日の麻原公判で証言していると本人は主張している。
また別の意見として、土谷正実は麻原信仰を続けていたころ法廷で「サリンの散布で国家転覆はできない」「大量殺人が目的とすれば、私なら（サリンと比べて合成がはるかに簡単な）青酸を使う」と語った。

### 弟子の暴走説
裁判で麻原と弁護団は弟子が暴走したと主張。しかし、麻原の地下鉄サリン事件への関与はリムジン謀議だけに留まるものではなく、ほかにも「（遠藤誠一に対し）ジーヴァカ、サリン造れよ」「ポアされてよかったね」「（犯行を目撃されたことを気にする豊田亨に対し）大丈夫だよ。見た人はいってるよ」と地下鉄サリン事件の発生をむしろ喜んでいるような発言を行っていることが裁判で認定され、結局弟子の暴走説は認められず麻原は本事件の首謀者とされた。
死刑確定後も森達也らによって主張されているが、森は判決文を意図的に無視し、リムジン謀議以外の麻原の関与をなかったことにしていると滝本太郎らに批判されている。このほか、運転手役の一人である杉本繁郎からもありえないと指摘されている。

## 関連事件
- 3月30日、事件の指揮にあたった、國松孝次警察庁長官（当時）が自宅マンション前で銃撃される事件が発生（警察庁長官狙撃事件）。オウム捜査との関連が疑われたが、犯人が特定されないまま2010年3月30日に時効を迎えた。
- 4月19日には横浜駅異臭事件が発生したが、オウムとは無関係の便乗犯による犯行だった。このほかにも、比較的入手しやすい塩素系ガス（致死性があり有毒ガスではあるが殺人に適しているとは言いがたい）を使った便乗犯・愉快犯が相次いだ。
- 5月16日、麻原逮捕の夜、青島幸男東京都知事（当時）宛の郵便物が開封した瞬間に爆発する事件が発生する（東京都庁小包爆弾事件）。
- 同年6月に起きた全日空857便ハイジャック事件で犯人がオウム教団を名乗り、液体の入ったペットボトル（サリン入りとしていたが実際には水）を見せ「松本を釈放しろ」と要求した。犯人逮捕後、オウムとは無関係の愉快犯によるものであったことが判明した。

### 類似の攻撃事件
- 1974年、三菱重工爆破事件 - 8人死亡・367人負傷
- 1980年、新宿西口バス放火事件 - 6人死亡・14人負傷
- 1988年、ハラブジャ事件 - イラクがクルド人をサリンで攻撃し3,200人〜5,000人が死亡、7,000人〜1万人が負傷した[106]。
- 2001年、アメリカ同時多発テロ事件 - 3,025人死亡・6,291人負傷
- 2001年、アメリカ炭疽菌事件 - 5人死亡・17人負傷
- 2013年、グータ化学攻撃 - シリア内戦下、シリアのグータを政府軍がサリンで攻撃し、数百人から数千人が死亡した事件。

### 類似の鉄道攻撃事件
- 2003年、大邱地下鉄放火事件 - 192人死亡・148人負傷
- 2004年、香港地下鉄放火事件（中国語）- 14人負傷（香港新聞紙の報道や写真）
- 2004年、マドリード列車爆破テロ事件 - 191人死亡・2050人負傷
- 2004年、モスクワ地下鉄爆破事件（英語）- 41人死亡・約102-120人負傷
- 2005年、ロンドン同時爆破事件 - 56人死亡・700人負傷
- 2010年、モスクワ地下鉄爆破事件 - 39人死亡・102人負傷
- 2017年、サンクトペテルブルク地下鉄爆破テロ事件 - 14人死亡・86人負傷

## 事件を扱った作品

### 書籍
- 村上春樹『アンダーグラウンド』（講談社、1997年3月）
- 地下鉄サリン事件被害者の会『それでも生きていく―地下鉄サリン事件被害者手記集』（サンマーク出版、1998年3月）
- 村上春樹『約束された場所で―underground 2』（文藝春秋、1998年11月）
- David Mitchell『Ghostwritten』（Hodder and Stoughton、1999年8月）
- 降幡賢一『オウム法廷〈10〉地下鉄サリンの「実行犯」たち』（朝日新聞社、2002年12月）
- 高橋シズヱ『ここにいること―地下鉄サリン事件の遺族として』（岩波書店、2008年3月18日）
- NHK「プロジェクトX」制作班『「地下鉄サリン 救急医療チーム 最後の決断」 ―再生の息吹を聞け プロジェクトX〜挑戦者たち〜 』（NHK出版、2012年7月31日）
- 福山隆『「地下鉄サリン事件」自衛隊戦記―出動部隊指揮官の戦闘記録』（光人社ノンフィクション文庫 878、2015年2月28日）
- 早見和真『95』（小説、KADOKAWA、2015年11月）

### 映画・ドラマ
- ドキュメンタリー映画『AGANAI-悪の陳腐さについての新たな報告』（さかはらあつし監督、2020年）
- テレビドラマ『1995〜地下鉄サリン事件30年 救命現場の声〜』（フジテレビ、2025年3月21日放送）[107]
  - 作中に使用される形で、事件当時の音声データの一部が初公開された。

### テレビ番組
- 『緊急報道ドラマスペシャル オウムVS警察 史上最大の作戦』（日本テレビ、2004年2月24日放送）[108][109]
- 『告白〜私がサリンを撒きました〜オウム10年目の真実』（TBS、2004年3月5日放送）[110][111]
- 『プロジェクトX〜挑戦者たち〜』（NHK総合）
  - 地下鉄サリン 救急医療チーム 最後の決断（2005年2月8日）
  - オウムVS.科捜研〜地下鉄サリン事件 世紀の逮捕劇〜（2024年10月26日）
- 『地下鉄サリン事件 15年目の闘い〜あの日、霞ヶ関で何が起こったのか〜』（フジテレビ、2010年3月20日放送）[112]
- 『ザ!世界仰天ニュース』（日本テレビ）
  - 地下鉄サリン事件、なぜ教祖を信じた？（2012年4月4日）
  - 地下鉄サリン事件はなぜ起こったか マインドコントロールの真実（2023年7月25日）
- NHKスペシャル（NHK総合）
  - 『未解決事件』「file.02 オウム真理教」（2012年5月26日・同27日放送）
  - 『未解決事件』「file.04 オウム真理教 地下鉄サリン事件」（2015年3月20日放送）
  - 『クローズアップ現代』「地下鉄サリン事件から30年 オウム真理教の新事実が発覚」（2025年3月13日放送）[113]
  - 『オウム真理教 狂気の“11月戦争”』（2025年3月20日放送）[114]
- 『オウム20年目の真実〜暴走の原点と幻の核武装計画〜』（テレビ朝日、2015年2月21日放送）
- アナザーストーリーズ 運命の分岐点『地下鉄サリン事件 27年目の“真実”』（NHK BSプレミアム、2021年12月21日放送）
- NNNドキュメント'25『まだ、終わらない 〜地下鉄サリン・30年後のリアル〜』（日本テレビ、2025年3月16日）